# Romanticismo italiano
Il Romanticismo italiano è stato un movimento culturale, letterario e artistico che si è sviluppato in Italia alla fine del XVIII secolo fin oltre la prima metà del XIX secolo, caratterizzato da una forte reazione contro l'illuminismo e il neoclassicismo. 

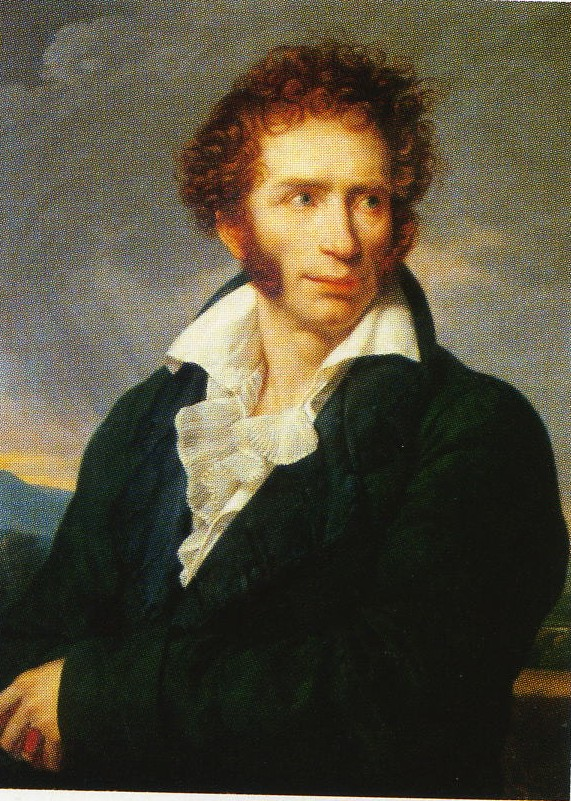
Ugo Foscolo.

Ha enfatizzato la libertà, i sentimenti, la soggettività, nonché l'importanza dell'immaginazione e di un rapporto spontaneo con la natura, rivalutando inoltre la dimensione spirituale, religiosa e storica dell'individuo, con le sue tradizioni e la sua identità. La cultura romantica in Italia ha avuto infatti un ruolo chiave nel Risorgimento, legandosi alle lotte per l'unità nazionale.
I maggiori centri di diffusione di questo movimento furono Milano, Firenze, e Napoli.

## Primi sviluppi

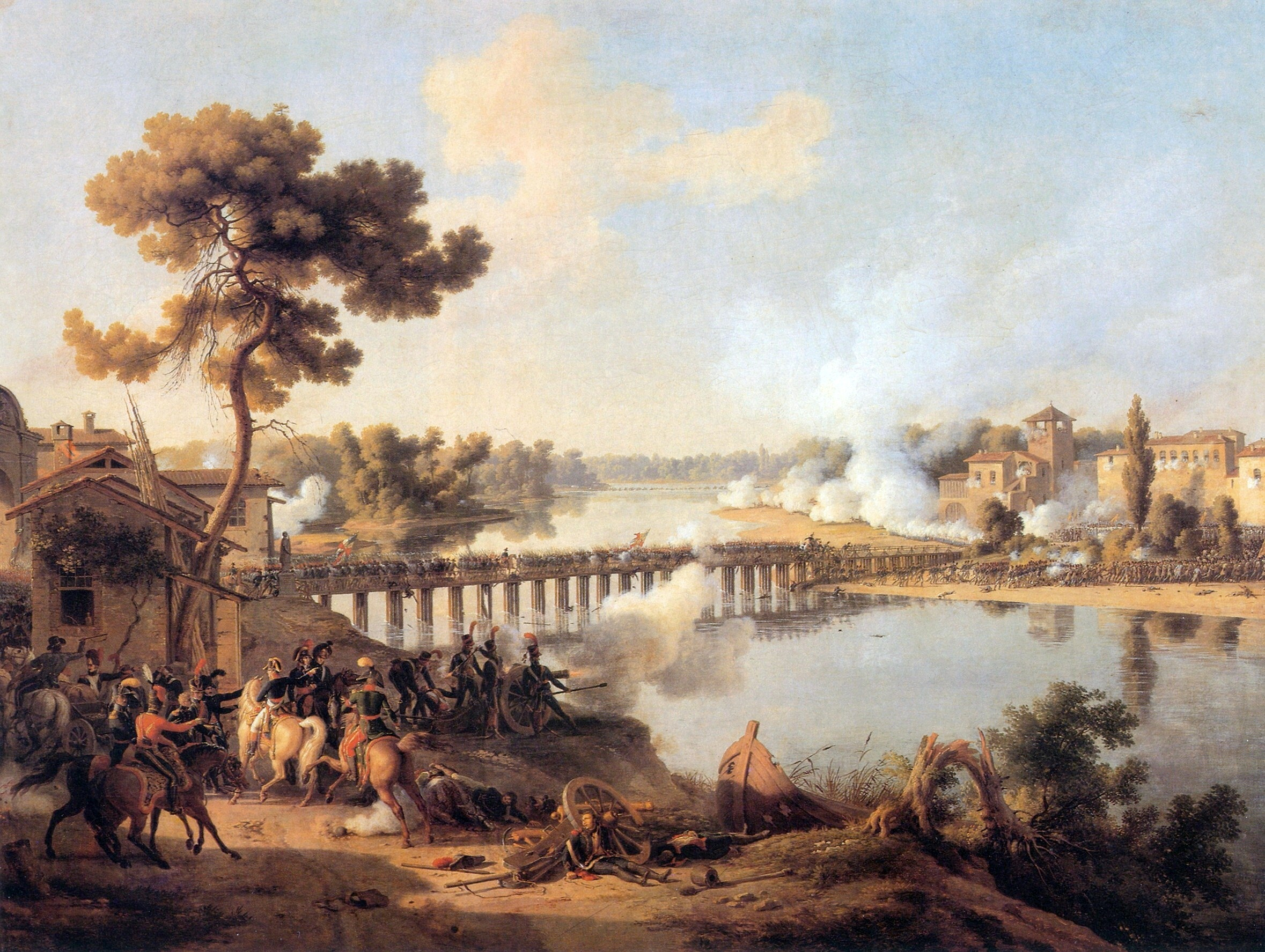
Una scena della battaglia di Lodi del 1796, nel contesto delle prime campagne napoleoniche in Italia.

Sul finire del Settecento, anche a seguito delle campagne napoleoniche in Italia che avevano dato vita alle repubbliche giacobine, l'idea di nazionalità si trasformò da un sentimento di generica appartenenza culturale in una concezione più viva e concreta, caricata di significati politici.
L'esigenza di approdare a uno Stato-nazione, avvertita più che in altri paesi, fu connotata in particolare da una convergenza di due fattori: uno nazionale, ossia il bisogno di indipendenza dalla dominazione straniera, l'altro liberale, cioè il desiderio di libertà nel pensiero, nell'economia, nella religione, contro il dispotismo dei regimi assolutistici.

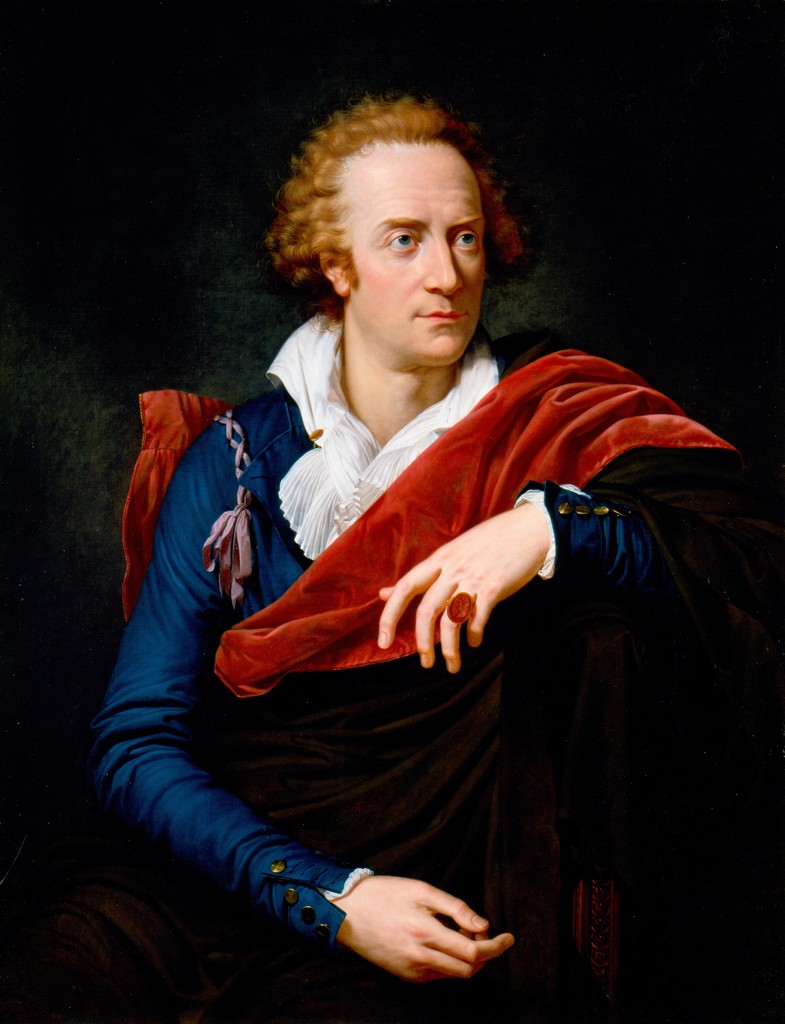
Vittorio Alfieri

Vittorio Alfieri (1749–1803) fu uno dei primi esempi di questa nuova sensibilità, seppure in un contesto ancora dominato dalle tendenze illuministiche e neoclassiche del Settecento. 
La sua esaltazione della «virtù» e del «forte sentire», intese non come qualità astratte o morali, ma come esigenze interiori contro le convenzioni sociali, ne fanno a tutti gli effetti un precursore del Romanticismo. Il suo animo inquieto e passionale, unito alla furente avversione contro ogni forma di tirannide, compresa quella prodotta dalla Rivoluzione francese, furono presi a modello dai romantici successivi, in particolare il suo individualismo repubblicano, il richiamo a riscattare la patria dalla «servitù» allo straniero, e l'incitamento a lottare per la libertà e l'affermazione di sé.

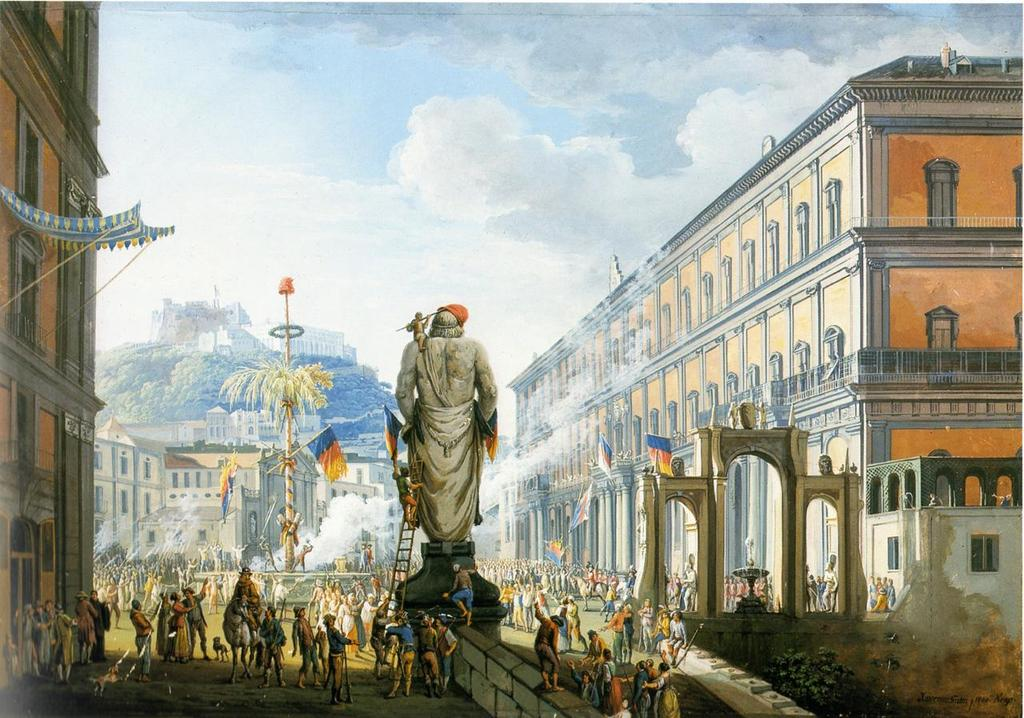
La distruzione dell'albero della libertà eretto durante la Repubblica napoletana del 1799 (di Saverio della Gatta)

Già in ambito illuministico, del resto, Pietro Verri (1728–1797) si era fatto portatore della necessità di approdare a una Costituzione legislativa che stabilisse chiaramente i diritti e i doveri dei cittadini, in modo da metterli al riparo dalla «casuale volontà» dei governanti, per quanto ben disposti e illuminati, e approdare così a una maggiore certezza del diritto. 
Melchiorre Gioia (1767–1829), dal canto suo, vincitore del concorso lombardo del 1796 riguardante Quale dei governi liberi meglio convenga alla felicità d'Italia, riformulò gli ideali rivoluzionari derivanti dalle teorie politico-giuridiche del Settecento fondandoli sul consenso e la sovranità popolare, cioè su una democrazia rappresentativa, focalizzandosi sull'uguaglianza effettiva degli individui di fronte alla legge e sull'equilibrio dei poteri.
Il napoletano Vincenzo Cuoco (1770–1823) tuttavia, riflettendo sulle cause del fallimento della Repubblica partenopea del 1799, criticava l'applicazione astratta di principi universali, come quelli della Rivoluzione francese che pur avendo apportato un progresso con l'avvento della borghesia, di nuove leggi costituzionali, di una maggiore tolleranza religiosa, non tenevano in considerazione il contesto storico e le specificità di ogni popolo. Per lui erano i «costumi», cioè le tradizioni e le istituzioni peculiari di una comunità a determinarne la «costituzione»: egli apriva così la via ad un concezione propriamente romantica dello Stato, fatta propria dai liberali moderati dell'Ottocento, inteso come individualità storica, culturale e popolare.

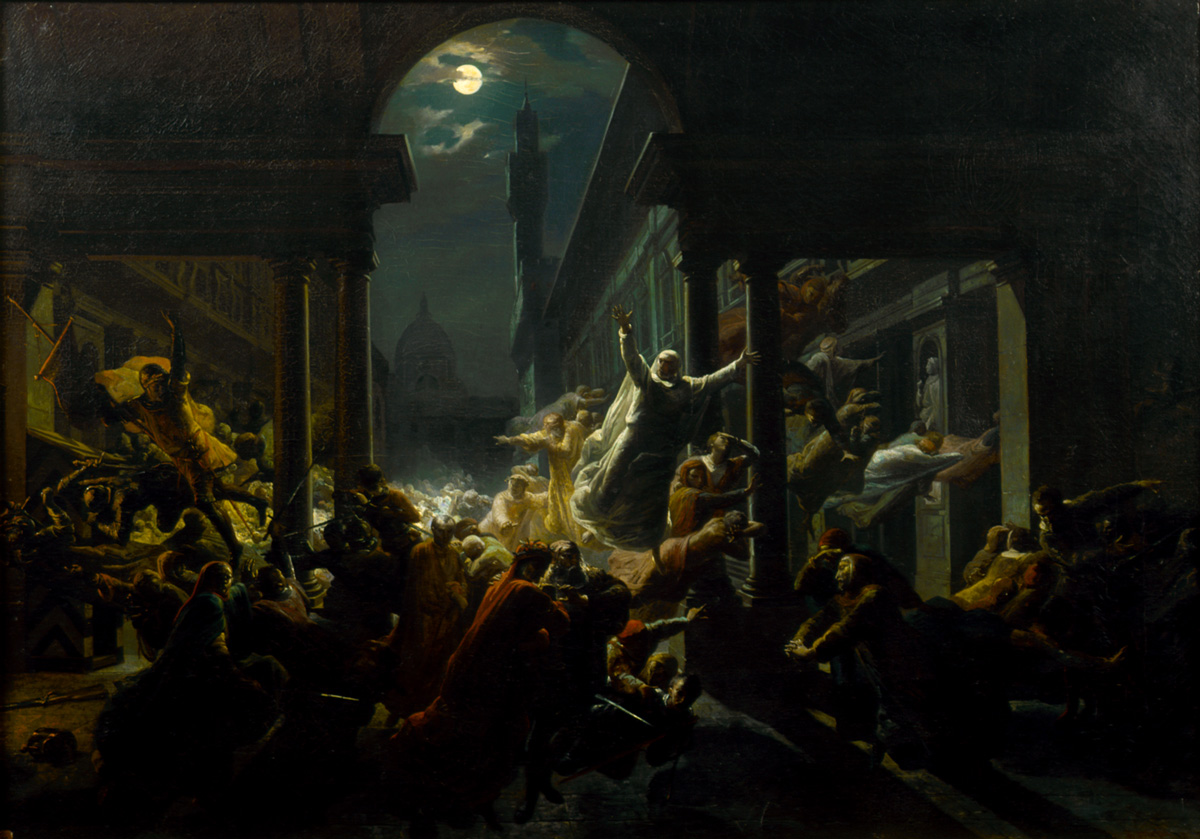
Le ombre dei grandi uomini fiorentini che protestano contro il dominio straniero, di Eugenio Agneni (1857)

Ugo Foscolo (1778–1827) contribuì a caricare di significati sentimentali, culturali, e persino epici e mitologici il concetto di patria, esortando gli italiani a dedicarsi alle «storie», cioè a conoscere le proprie radici, fatte di un passato portatore di virtù da imitare, e di grandi anime da ricordare e valorizzare.
Lui stesso si impegnò attivamente per risvegliare nei cuori la coscienza nazionale e il desiderio di libertà, per la cui formazione nel contesto romantico italiano sono considerate pietre miliari opere come Le ultime lettere di Jacopo Ortis e il carme Dei Sepolcri, esempio di «poesia civile».
Queste prendevano spunto, oltre che dalle Odi di Giuseppe Parini (1729–1799), dal modello inglese della poesia cimiteriale, alla quale si dedicò maggiormente Ippolito Pindemonte (1753–1828), la cui poetica, seppur ancorata all'imitazione dei classici, ha in sé un'inquietudine, uno spirito melanconico tipicamente romantico.
Il classicismo del resto non contraddiceva il nuovo spirito romantico laddove questo, come anche nel caso di Vincenzo Monti (1754–1828), pur riprendendo tematiche già espresse nei poeti del Rinascimento, nella letteratura barocca dei marinisti, e soprattutto nell'opera di Dante e Petrarca, vi guardava come capostipiti del nuovo sentimento nazionale.
Altri autori preromantici legati alle prime istanze risorgimentali furono Gaetano Filangieri (1752–1788), Melchiorre Cesarotti (1730–1808), Francesco Lomonaco (1772–1810), Francesco Galeani Napione (1748–1830), Giuseppe Compagnoni (1754–1833), nei quali si mantiene comunque un legame con l'eredità illuministica, in particolare in Gian Domenico Romagnosi (1761–1835), teorico un sistema costituzionale rappresentativo legato ai princìpi dell'utilitarismo settecentesco, e maestro influente di numerosi patrioti e liberali.

## Il dibattito letterario sul Romanticismo

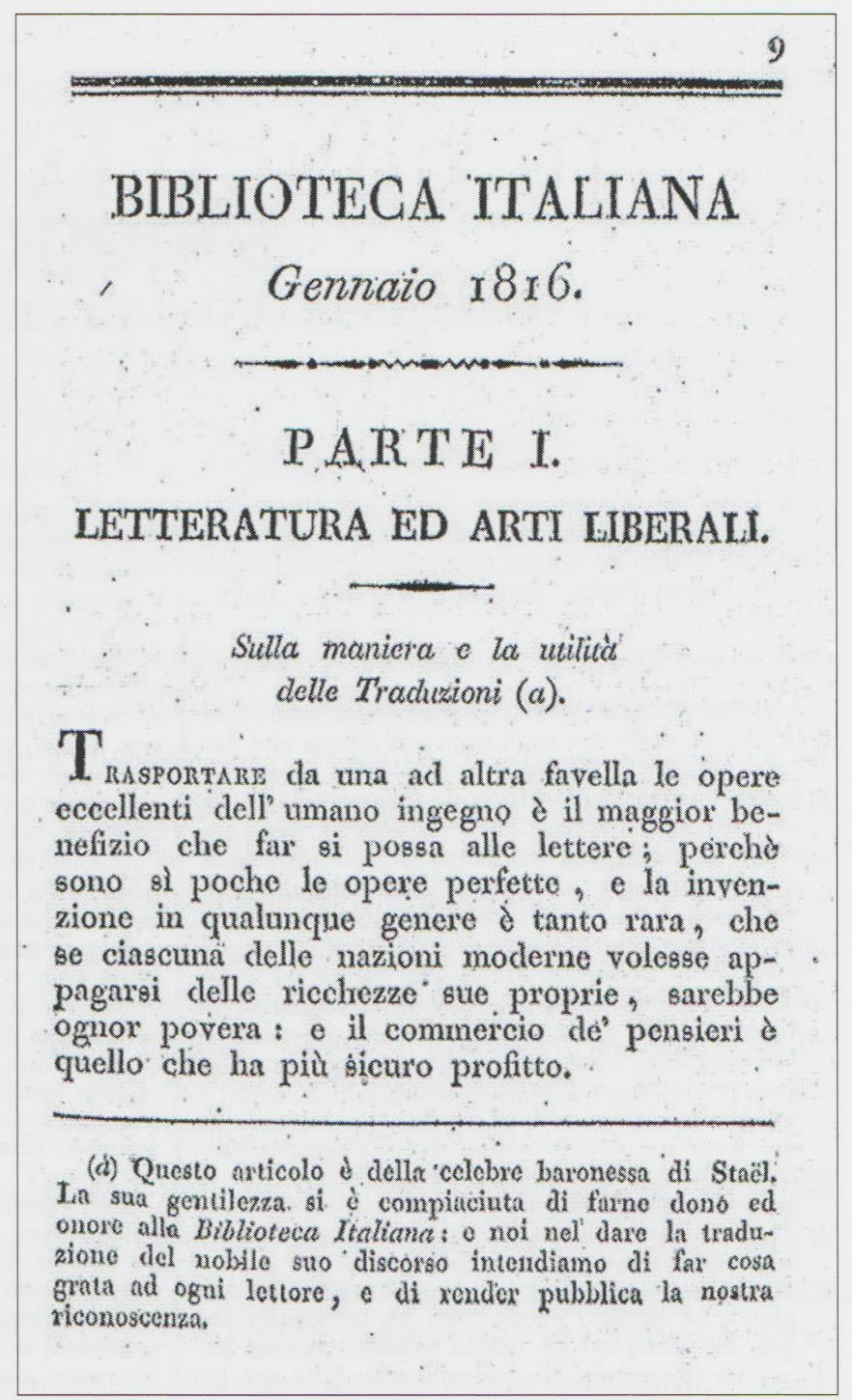
L'articolo di Madame de Staël sulla Biblioteca Italiana (1816)

La polemica tra classicisti e romantici scoppiò nel gennaio 1816, data in cui si suole far cominciare ufficialmente il Romanticismo italiano, quando la scrittrice francese Madame de Staël pubblicò sulla rivista Biblioteca Italiana un articolo Sulla maniera e la utilità delle traduzioni, nel quale invitava gli italiani a conoscere e tradurre le letterature straniere come mezzo per rinnovare la propria cultura.
In risposta furono pubblicati nello stesso anno tre scritti che si mostrarono favorevoli al suo invito:
- Avventure letterarie di un giorno di Pietro Borsieri (1788–1852);
- Lettera semiseria di Grisostomo al suo figliuolo di Giovanni Berchet (1783–1851), ritenuto il manifesto del Romanticismo letterario italiano;
- Intorno all'ingiustizia di alcuni giudizi letterari italiani di Ludovico di Breme (1780–1820).

Berchet in particolare esaltava la nuova corrente letteraria deridendo i canoni del neoclassicismo (per questo la sua opera è definita "semiseria"), mentre Pietro Giordani fu tra i classicisti il maggiore oppositore della proposta della Staël.

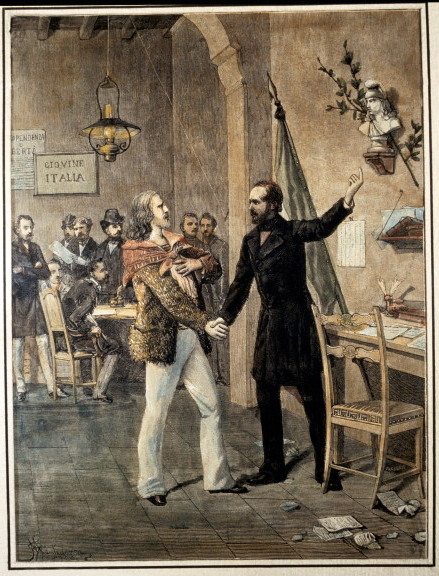
Il primo incontro avvenuto nel 1833 tra Mazzini e Garibaldi che viene iniziato alla Giovine Italia (incisione al Museo del Risorgimento, Torino)

Successivamente alcuni letterati si staccarono dalla Biblioteca Italiana, rivista a carattere conservatore, e fondarono nel 1818 il Conciliatore, rivista diretta da Silvio Pellico, e composta da altri intellettuali di spicco come Giovanni Berchet, Pietro Maroncelli, Ludovico Di Breme, Pietro Borsieri,  Ermes Visconti, molti dei quali saranno accusati di sedizione e imprigionati come carbonari rivoltosi per molti anni.
Il Conciliatore venne così denominato perché si proponeva di «conciliare» la ricerca tecnico-scientifica con la letteratura, sia illuminista che romantica, il pensiero laico con il cattolicesimo, ed il retaggio del passato con le novità più progressiste.
La rivista fu chiusa nel 1819 per ordine degli austriaci, ma la sua breve esperienza testimonia come il Romanticismo italiano non intendesse ripudiare le conquiste culturali e riformistiche provenienti dal secolo precedente. Già cinque anni dopo, Romagnosi diede vita al Giornale Universale di Statistica, una nuova rivista milanese specializzata in diversi rami del sapere, dalla storia al commercio, all'economia politica.
Principale organo di diffusione della cultura romantica in Toscana fu invece L'Antologia, fondata da Giovan Pietro Vieusseux (1779–1863) e Gino Capponi (1792–1876), intorno a cui ruotavano intellettuali come Niccolini, Guerrazzi, Giusti, Colletta, Montanelli, Montani.

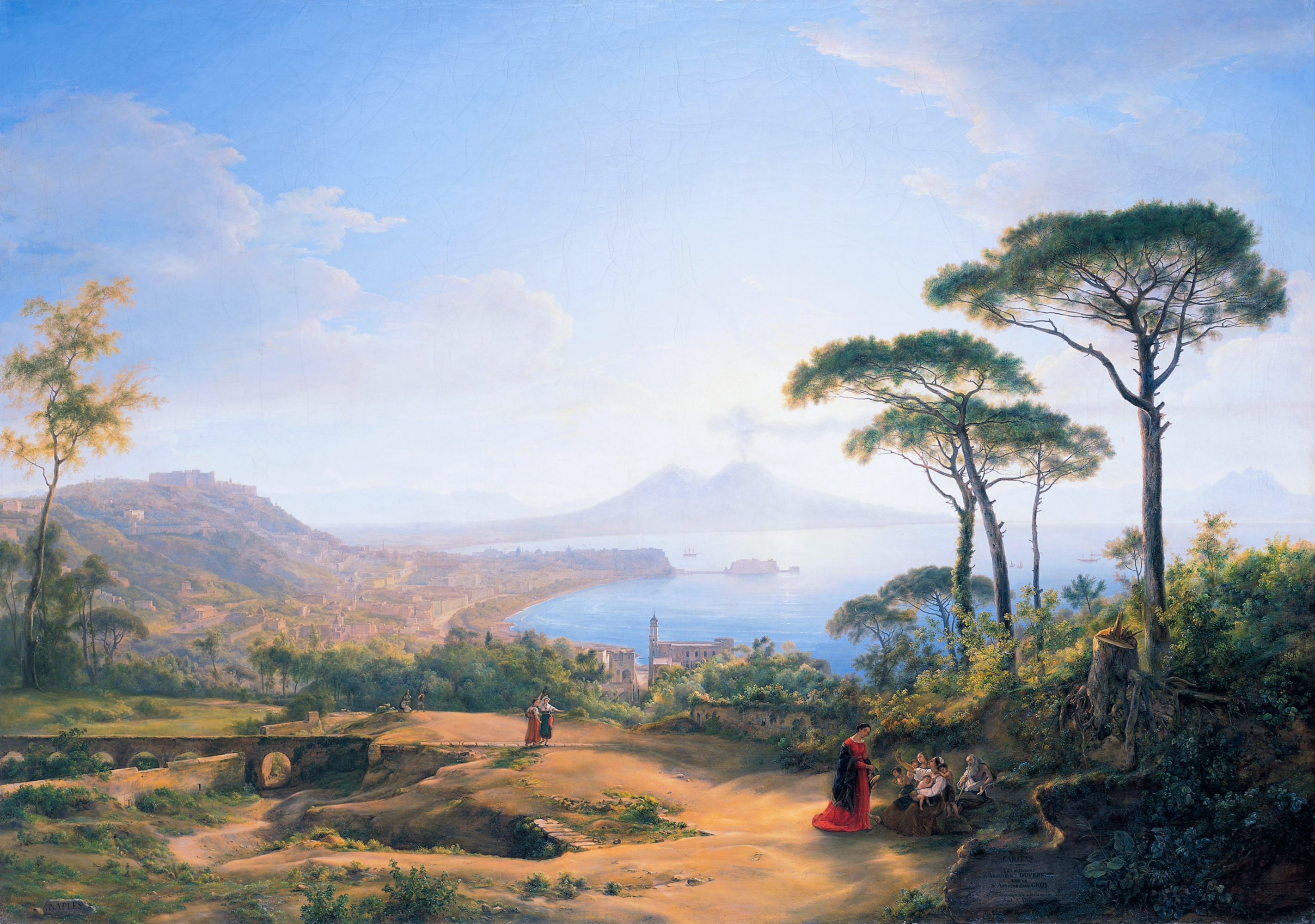
Una delle numerose pitture paesaggistiche di Napoli, che all'epoca attirava artisti, letterati e pensatori (di Sarazin de Belmont, 1842)

A Napoli si attestò su analoghe posizioni laiche e liberali la rivista Il progresso delle scienze, delle lettere e delle arti, fondata da Giuseppe Ricciardi, a cui collaborarono Baldacchini, Blanch, de Augustinis, Cagnazzi.
In difesa del cattolicesimo ma aperto a tematiche romantiche fu anche l'Eco della religione di Francesco Wenzel, che vide la partecipazione di Malpica, Tari, de Lauzières, Rocco ecc.
Percorsa da fermenti politici, letterari e filosofici, che fecero del Regno delle due Sicilie la regione italiana più ricettiva, sotto certi aspetti, degli impulsi romantici tedeschi, Napoli era animata in quegli anni dalla presenza di personalità come Basilio Puoti, Pasquale Galluppi, Gabriele Rossetti, Luigi Dragonetti, Luigi Settembrini, Ottavio Colecchi, Enrichetta Caracciolo, oltre a Leopardi e Mazzini.
Riviste innovative in altre città d'Italia furono Il Gondoliere veneziano, L'Indicatore genovese, la Gazzetta Piemontese ecc.
Si stavano intanto già diffondendo nella penisola i moti e le tensioni risorgimentali conseguenti alla Restaurazione, ai quali risulterà strettamente legata la produzione romantica italiana, che mai come in nessun'altra letteratura fu impegnata nell'edificazione di un'identità nazionale.
Molta letteratura in prosa del Romanticismo italiano è quindi soprattutto letteratura «politica», ma nel senso ampio del termine, almeno nella prima metà dell'Ottocento: non tanto rivolta a definire strategie di lotta e forme istituzionali di governo, bensì incentrata su intenti moralistici, umanitari e pedagogici.

### Alessandro Manzoni

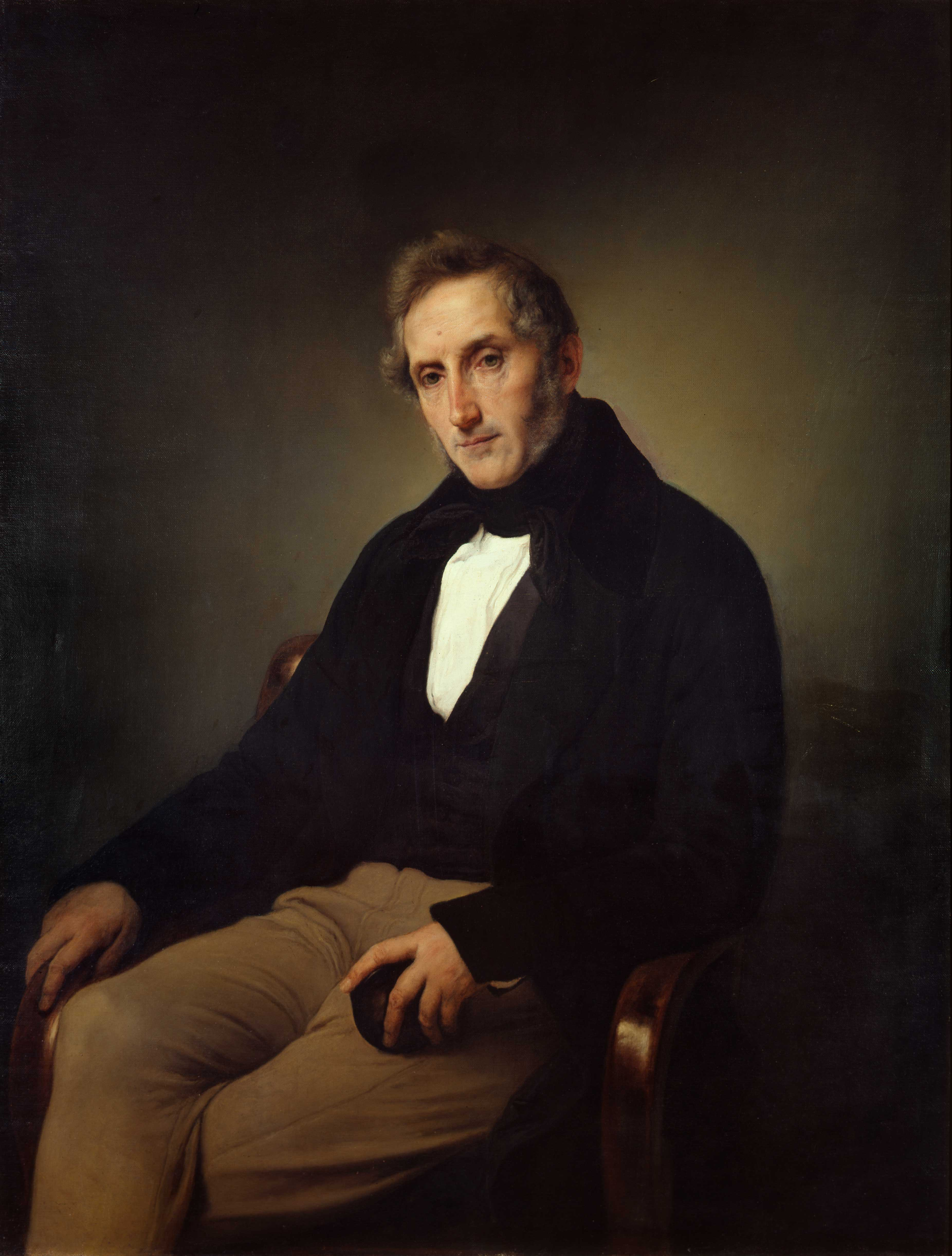
Alessandro Manzoni

Figura centrale nel Romanticismo italiano fu quella di Alessandro Manzoni (1785–1873), che pur partendo da posizioni illuministe e neoclassiche, forgiate sui modelli di Parini e Beccaria, ne sviluppò una sua visione personale, influenzata anche dalla conversione alla fede cattolica, e dalla sua concezione della storia e della società segnate dalla Provvidenza.
La sua adesione al Romanticismo emerge in particolare negli Inni sacri, nell'ode Marzo 1821, nella tragedia dell'Adelchi, e soprattutto nei Promessi Sposi (1827), con cui diede un impulso fondamentale alla diffusione del genere letterario del romanzo storico, nell'ambito della corrente romantica oggettivo-realistica, i cui princìpi si intrecciano con temi storici, religiosi, morali, patriottici.

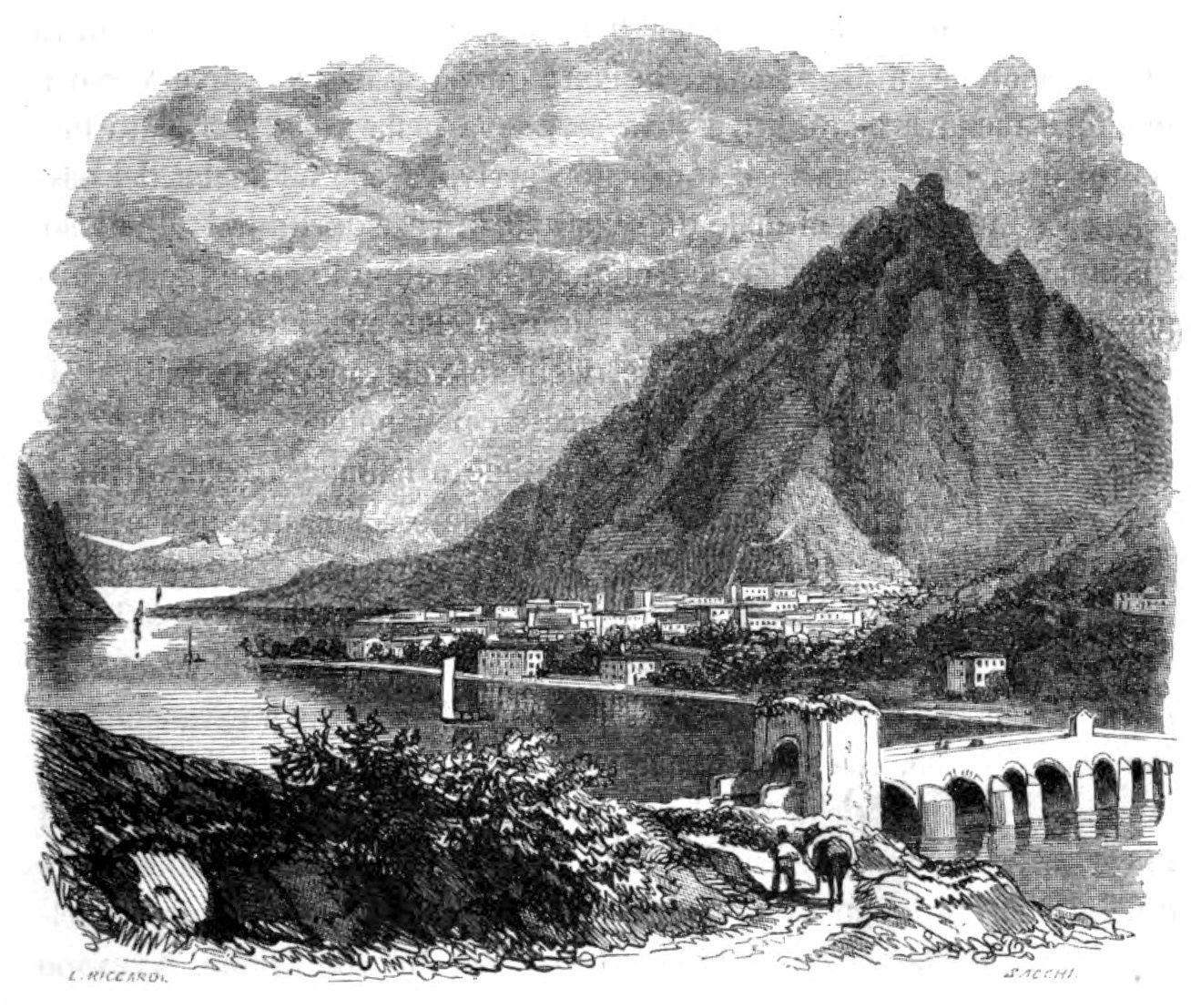
Illustrazione di «quel ramo del Lago di Como», incipit dei Promessi Sposi, nella loro seconda edizione (1840).

Due elementi ricorrono nel pensiero e la poetica di Manzoni, come emerge anche dalla sua Lettera sul romanticismo:
- il rigetto della mitologia, considerata un elemento di evasione dalla realtà (che lo accomuna al Romanticismo europeo riguardo al rifiuto della mitologia classica greco-latina);
- la centralità del «vero», ossia un atteggiamento concretamente rivolto alla verità, a quel «santo Vero» che il grande scrittore esortava a non tradire mai, fulcro dell'arte e della storia, il cui «riconoscimento pratico», secondo le parole di Rosmini, prevale in lui sul mero «riconoscimento teorico».[14]

All'arte e in particolare alla letteratura Manzoni assegna uno scopo educativo, che contribuisca alla formazione civile e morale dei lettori, per la quale sottolinea l'importanza del vero, dell'utile (in senso istruttivo) e del sentimento. In questo proposito rientra anche il suo contributo a dotare la nascente nazione italiana di una lingua comune.
Egli fu perciò considerato un «un grande maestro nazionale» al livello di Dante, giudizio condiviso tra gli altri da Mazzini, Gioberti, Gentile.

### Giacomo Leopardi

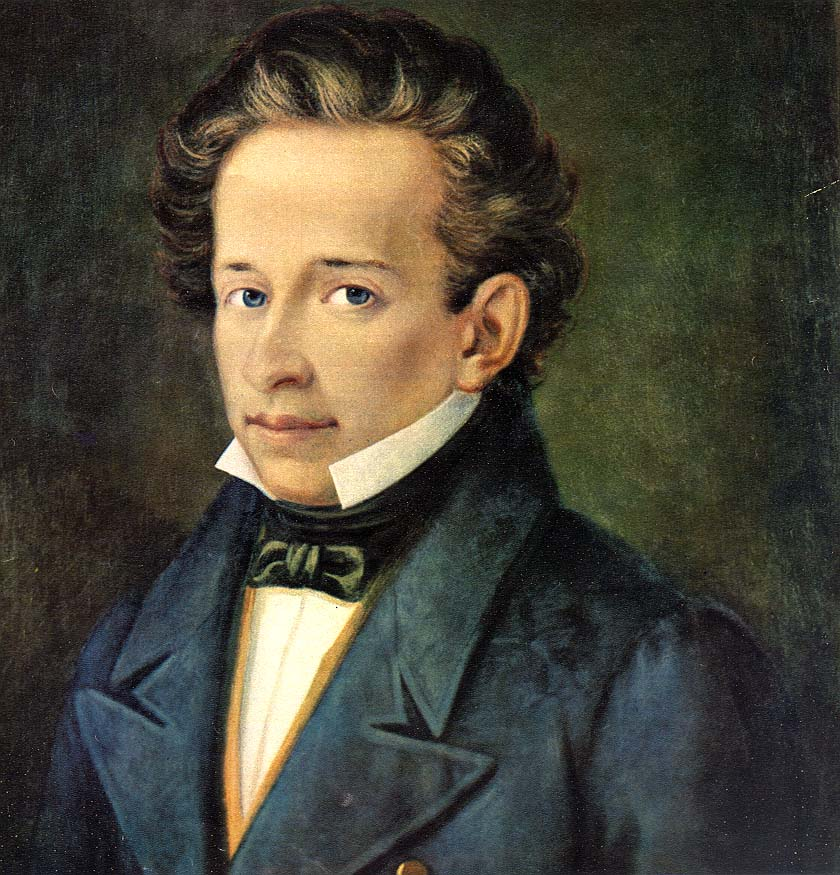
Giacomo Leopardi

Dedito alla lirica poetica soggettiva fu invece Giacomo Leopardi (1798–1837), sebbene la sua definizione come romantico sia discussa dalla critica letteraria, data la presenza nella sua poetica di elementi riconducibili anche all'illuminismo.
Sebbene lui stesso si definisse classicista, la sua opera in effetti mostra elementi tipicamente romantici, come l'attenzione al sentimento, al «vago», all'immaginazione, ed una certa malinconia e pessimismo.
Sono state rilevate inoltre analogie con il contemporaneo pensiero di Schopenhauer, con la filosofia della vita e l'esistenzialismo successivo, anche per la ricerca di un senso nascosto della vita, e per la sfida titanico-romantica al «brutto poter che ascoso a comun danno impera».
Molto si è discusso dell'ambivalenza tra l'aspetto lirico-ascetico della poetica di Leopardi da una parte, che lo spinge a credere nelle «illusioni» e lusinghe della natura, e dall'altra la razionalità speculativo-teorica presente nelle sue riflessioni filosofiche, ossia del contrasto tra «cuore» e «intelletto» sostenuto in chiave romantica dal De Sanctis ma respinto dall'italianista tedesco Karl Vossler, che insieme a Benedetto Croce sottolinea invece l'organicità dell'intera produzione leopardiana.
Nei confronti della natura, in particolare, è stato evidenziato l'approccio comune alla scienza romantica d'oltralpe che lo vede utilizzare nozioni prese dalla fisica del suo tempo per istituire analogie con l'ambito fisiologico, sociale, psicologico, morale. Nel Discorso di un italiano intorno alla poesia romantica Leopardi sostiene ad esempio come l'«ufficio» del poeta non consista soltanto nell'imitare la natura, bensì nel «manifestarla».
Anche riguardo alla storia egli rifiuta la visione ottimistica tipica dell'illuminismo e del positivismo, preferendo concentrarsi sulla caducità della vita, la sofferenza e l'infelicità umana.

### Altri scrittori

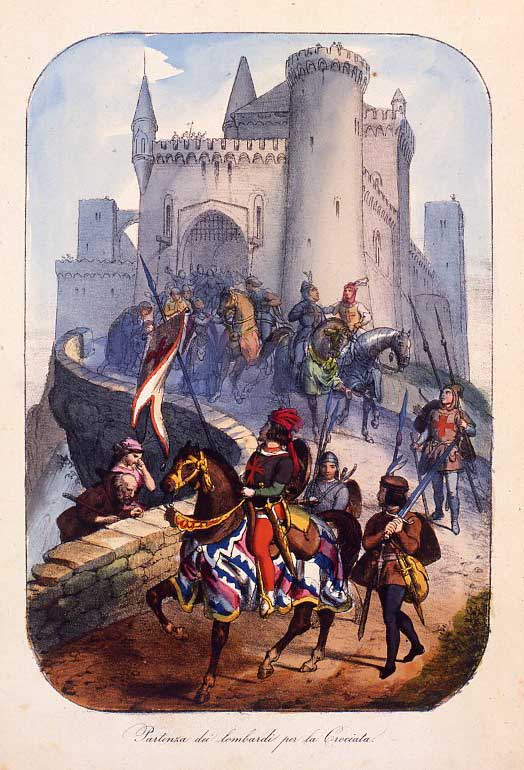
Illustrazione de I Lombardi alla prima crociata di Tommaso Grossi, trasposta in melodramma da Verdi.

Nel clima risorgimentale che permeò la letteratura, scrittori molto noti sono Giuseppe Mazzini, patriota, fondatore della Giovine Italia e autore di numerosi saggi a favore dell'indipendenza italiana; e ancora Vincenzo Cuoco, Silvio Pellico (Le mie prigioni), Luigi Settembrini (Ricordanze della mia vita), Carlo Cattaneo (Notizie naturali e civili sulla Lombardia), Cesare Cantù (Storia Universale), Gino Capponi (Storia della repubblica di Firenze), Vincenzo Gioberti.
Particolarmente diffusi, sull'esempio del Manzoni, furono i romanzi storici, che esaltavano sotto traccia la stirpe, le imprese storiche e gli eroi nazionali come Garibaldi, Ciro Menotti, i fratelli Bandiera, Carlo Pisacane, Nino Bixio, per veicolare gli ideali patriottici all'interno di vicende ambientate in un passato remoto, aggirando così la censura, ad esempio quelli di Defendente Sacchi, Giambattista Bazzoni, Carlo Varese, Massimo d'Azeglio (Ettore Fieramosca e Niccolò de' Lapi), Tommaso Grossi (Marco Visconti), Cantù (Margherita Pusterla), Luigi Capranica, Francesco Domenico Guerrazzi (La battaglia di Benevento), Niccolò Tommaseo (Fede e bellezza, nonché autore di un Dizionario della Lingua Italiana).

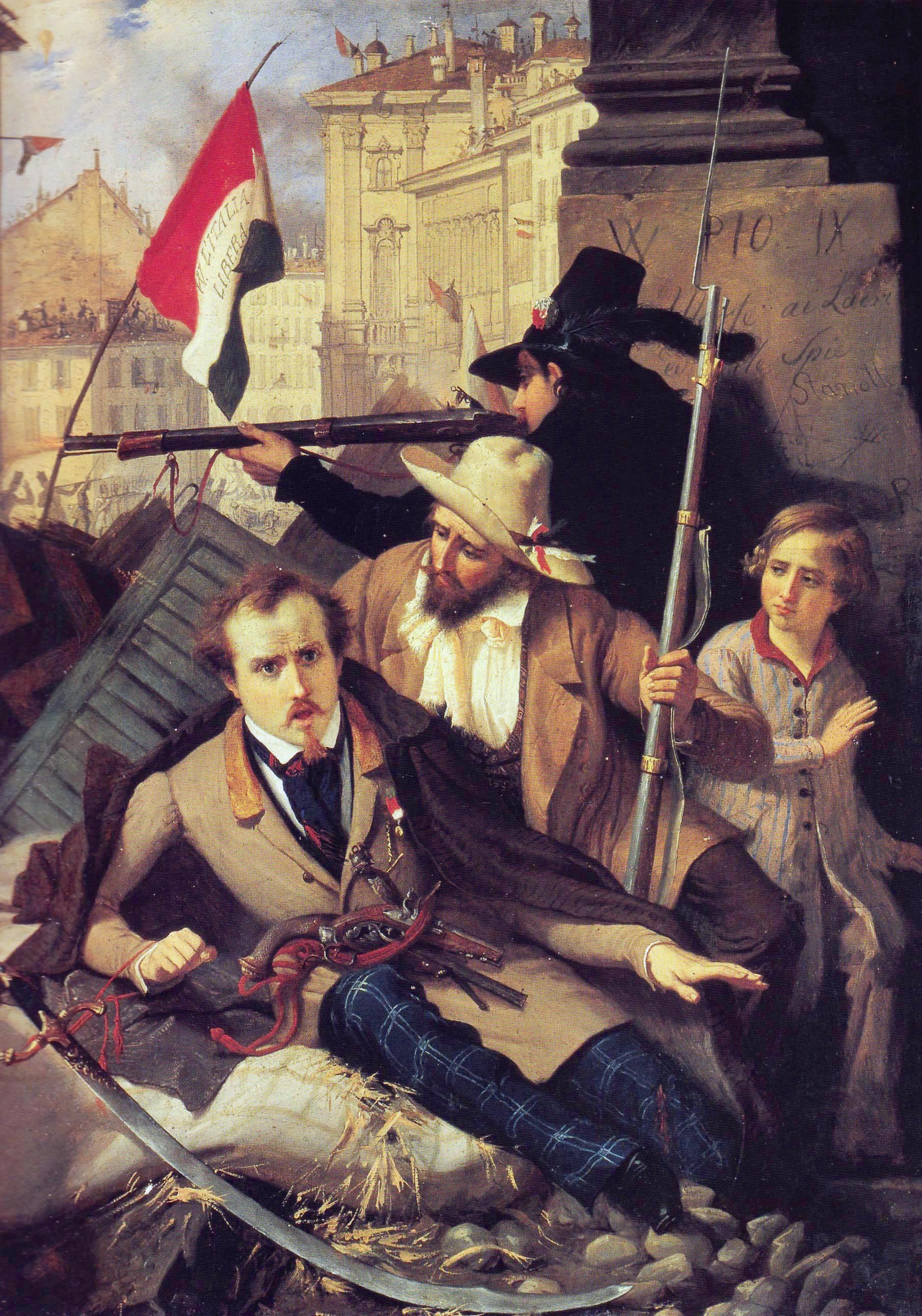
Episodio delle cinque giornate di Milano, durante i moti del 1848 (raffigurato da Baldassare Verazzi)

Solo dopo il fallimento dei moti del 1848 la letteratura assumerà connotazioni meno romantiche e più improntate ad un realismo politico, emerso già negli scritti di Cesare Balbo, autore di un progetto neoguelfo (esposto nelle Speranze d'Italia), o di Massimo D'Azeglio (Gli ultimi casi di Romagna). Oltre a farsi veicolo di programmi politici, le produzioni letterarie seguitarono comunque ad avere un intento pedagogico.
Tra gli scrittori romantici minori, il piemontese Giuseppe Botero (1815–1885) produsse opere di vario genere, compresi romanzi, racconti, parabole e discorsi (come Ricciarda o i Nurra e i Cabras), dedicando gran parte della sua carriera alla letteratura sarda, e poi intervenendo personalmente nelle Cinque giornate di Milano sotto la guida del re Carlo Alberto di Savoia, mentre la friulana Caterina Percoto (1812–1887) fu testimone della dominazione asburgica nella sua regione.
Il romanticismo patriottico italiano fu espresso anche nel romanzo storico Le confessioni di un italiano di Ippolito Nievo (1831–1861), un soldato che partecipò alle battaglie dei Mille di Giuseppe Garibaldi. La vicenda, narrata in prima persona, esprime il tema patriottico sorretto da un senso religioso del dovere, che sfocia nel sacrificio della giovinezza e della vita.
Il tardo romanticismo fu infine rappresentato tra gli altri da Giacinto Albini, Giovanni Prati, Aleardo Aleardi, Antonio Fogazzaro, finché sotto l'influsso del romanticismo straniero le due correnti che lo caratterizzavano si divisero: quella oggettivo-realistica, mirante alla rappresentazione di realtà storiche e sociali, confluì nel verismo; quella lirica-soggettiva invece nel simbolismo, nel movimento della Scapigliatura, e da ultimo nel decadentismo.

## Storiografia romantica
(Francesco De Sanctis, cit. da Saggi critici, 1869)

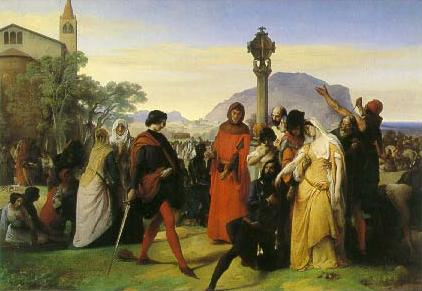
I vespri siciliani, di Francesco Hayez (1846), tipico esempio di opera pittorica risorgimentale, che mascherava sotto la rappresentazione di eventi del passato l'ideale di lotta contro lo straniero.

Nel complesso il Romanticismo italiano fu soprattutto l'espressione del nuovo ambiente storico e sociale della borghesia, liberale e anti-giacobino, specie in Lombardia, nel quale si esprimevano quelle esigenze di nazionalità e popolarismo che contraddistinsero quest'epoca rispetto alle precedenti esperienze settecentesche.
All'idea di una ragione astratta e livellatrice, che in nome dei suoi principi generici era giunta a produrre le stragi francesi del Terrore, la storiografia romantica sostituì una «ragione storica» più concreta, che tenesse conto anche delle peculiarità dei diversi popoli, talora assimilati, come nella visione spiritualistica di De Maistre, a degli organismi viventi, dotati di anima e di specifiche consuetudini. Tale convinzione che il progresso non seguisse un percorso lineare, ma tortuoso, portò alla riscoperta della filosofia di Vico.
Il bagaglio culturale illuminista in ogni caso non fu mai completamente rigettato, bensì integrato in una nuova concezione della storia, dove anche gli aneliti in campo religioso, stimolati dal romanticismo europeo, ripercorrevano tracciati già disposti ad esempio dal Muratori o dal movimento giansenista.
Vari esponenti cattolici del Romanticismo italiano, opponendosi ai cosiddetti intransigenti, rivendicarono il valore del cristianesimo come religione di libertà fondata sulla coscienza individuale, contro il connubio di Stato e Chiesa tipico dei regimi assolutistici. Essi diedero vita così al cattolicesimo liberale, per il quale le tradizioni religiose non erano ritenute in contrasto con l'evoluzione della civiltà moderna. In esso si riconoscevano alcuni aristocratici liberali, vasti settori del clero, la maggior parte dell'alta borghesia, e vi appartennero autori come Manzoni, Lambruschini, Rosmini, Aporti, Capponi, Gioberti, pur con varie differenze.

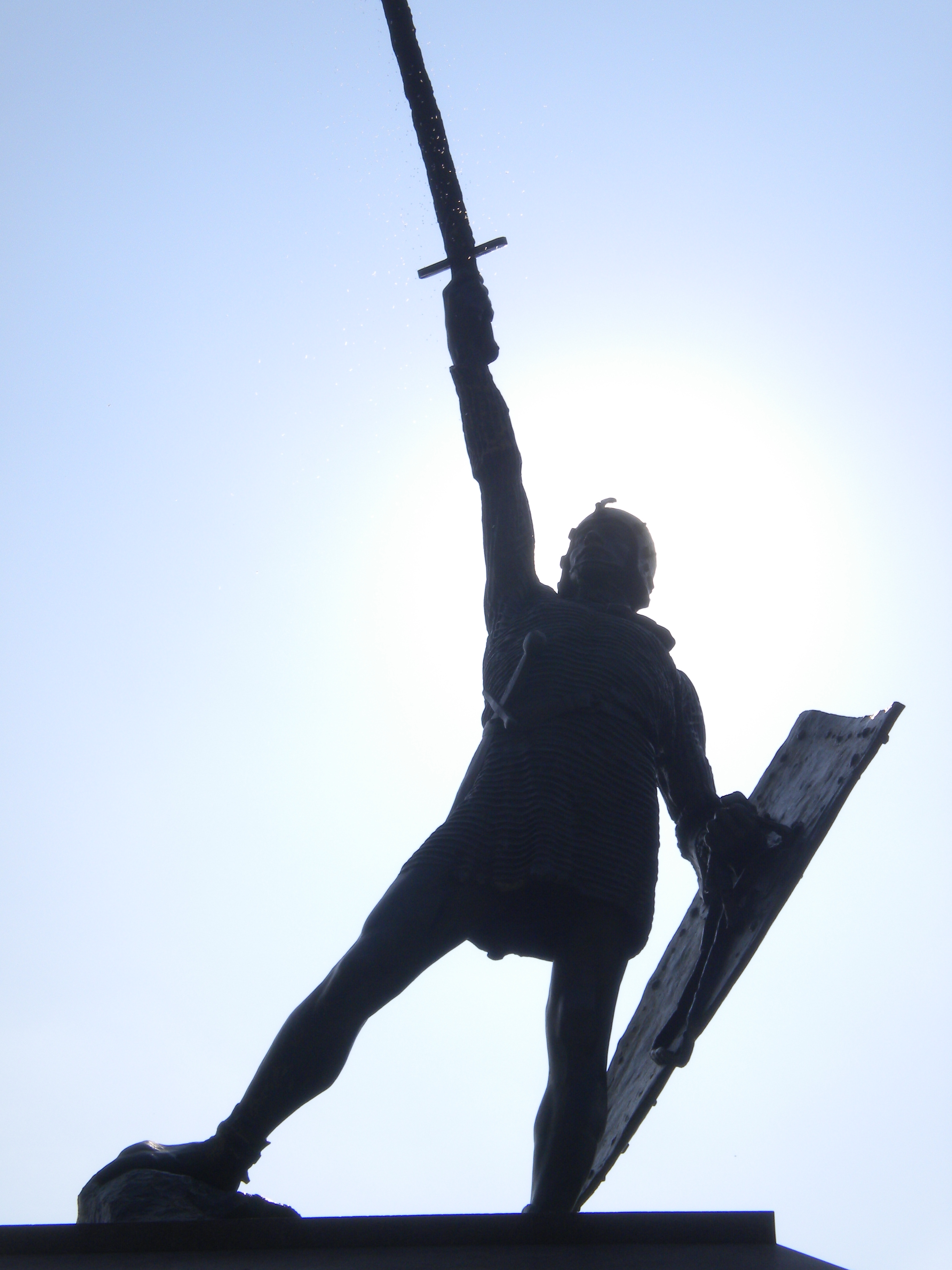
Monumento al Guerriero di Legnano identificato come il leggendario eroe Alberto da Giussano.

Si trattava inoltre di una religiosità connotata da un forte sentimento patriottico e nazionale, perché abbinava gli ideali riformatori alla riscoperta delle radici spirituali del popolo italiano, spesso di origine guelfa e medievale.
Come nelle storiografie contemporanee d'oltralpe, si tornò infatti a valorizzare il Medioevo anche in Italia, più delle vicende dell'antica Roma, visto come l'epoca in cui si era plasmata la coscienza nazionale insieme ai suoi tratti tipicamente folclorici e leggendari.
Figure come Berengario del Friuli (850–924), definito «un campione e un assertore dell'unità d'Italia», o Arduino d'Ivrea (955–1015), entrambi sovrani del Regno d'Italia appartenenti alla dinastia anscarica, furono rappresentati come eroi nazionali antesignani dei patrioti risorgimentali.
Altri episodi come la battaglia di Legnano, combattuta dalla Lega Lombarda contro l'imperatore Barbarossa (1176), la rivolta dei Vespri siciliani contro il tentativo del re di Francia di assoggettare la Sicilia (1282), o la Disfida di Barletta (1503), furono assunte come simboli del primo risveglio di una coscienza di patria.
Anche nella storiografia letteraria si affermò l'idea che l'opera d'arte abbia una propria dignità legata al suo contesto storico, e che a caratterizzarla come tale non sia la perfezione formale, bensì il genio che la produce.

## Arte romantica

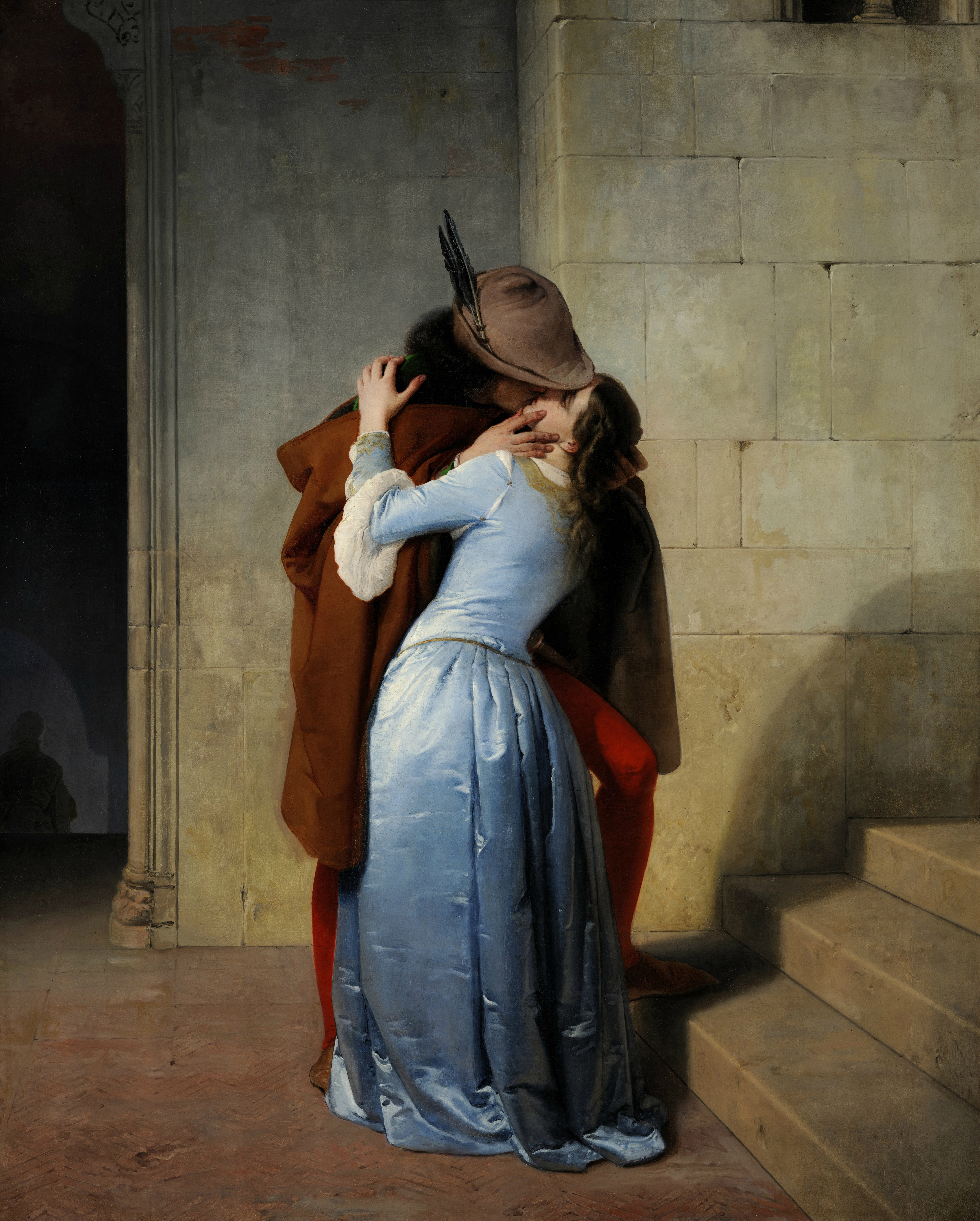
Francesco Hayez, Il bacio (1859, Milano, Pinacoteca di Brera)

Contemporaneamente al romanticismo artistico europeo, in Italia si iniziò a sviluppare il purismo, di ispirazione analoga a quella dei nazareni tedeschi. Anche qui tuttavia si radicò una corrente peculiare del romanticismo, il cosiddetto «romanticismo storico», il cui massimo esponente fu Francesco Hayez (1791–1882). Insieme a lui, che lavorò soprattutto nel Lombardo-Veneto, i maggiori pittori di questa corrente e in genere della prima metà dell'Ottocento, incentrati su tematiche storico-patriottiche, furono Giuseppe Bezzuoli (1784–1855) e Francesco Podesti (1800–1895), come testimonia lo stesso Mazzini.
I dipinti di Hayez e della corrente del romanticismo storico tendono a rappresentare soggetti del passato, per lo più rievocanti il Medioevo, nel tentativo di riprodurre situazioni assimilabili a quell'epoca detta «volgare», ritenuta formativa delle tradizioni e del folclore popolare italiano (esattamente come Alessandro Manzoni fece nell'Adelchi). 
Il suo repertorio annovera anche ritratti di celebri figure del suo tempo, a partire dal già citato Manzoni fino a Camillo Benso di Cavour, nonché una serie di opere che raffigurano due amanti uniti da un bacio appassionato: il suo più noto dipinto, intitolato Il bacio (1859), rappresenta un uomo in procinto di andare in battaglia ma capace di dedicare all'amata un bacio appassionato e sincero, sottolineando quindi il primato del sentimento, che coinvolge gli ideali della patria e l'impegno politico-militare.
Nella pittura civile ad argomento storico rientrano anche Pelagio Palagi, Baldassare Verazzi, Eliseo Sala, Carlo Arienti, Eugenio Agneni, Carlo Ademollo, Antonio Puccinelli, Amos Cassioli. In Giovanni Carnovali vi sono scene mitologiche più intimistiche, mentre nell'arte romantica palermitana si riscopre il Medioevo arabo-normanno della Sicilia.

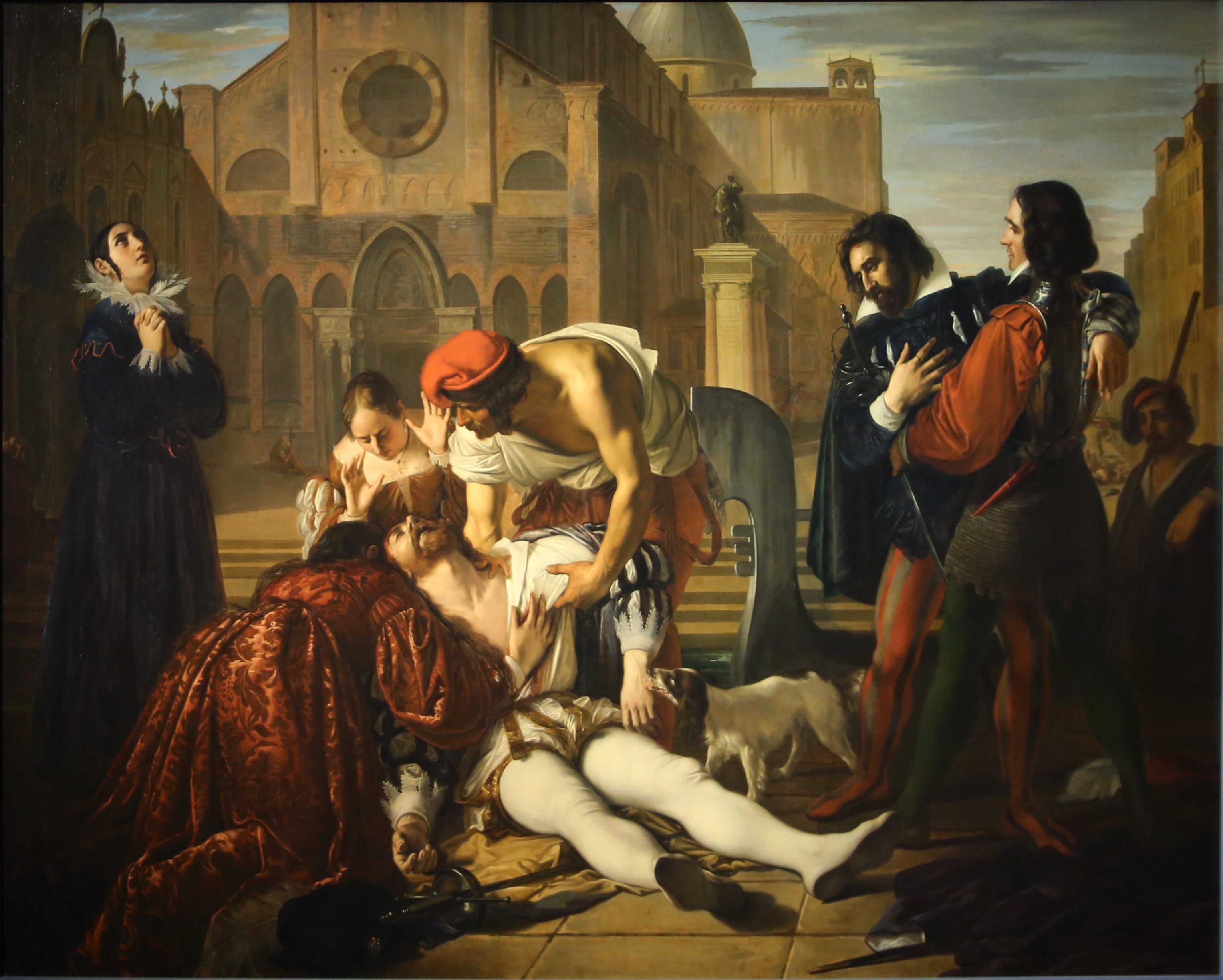
Lorenzino de' Medici muore pugnalato a Venezia, di Giuseppe Bezzuoli (1840)
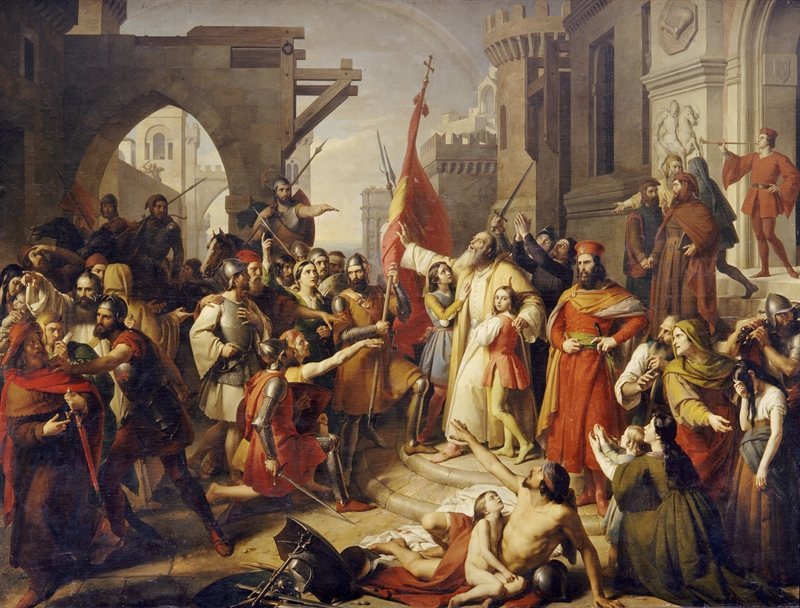
Giuramento degli Anconetani, di  Francesco Podesti (1855)
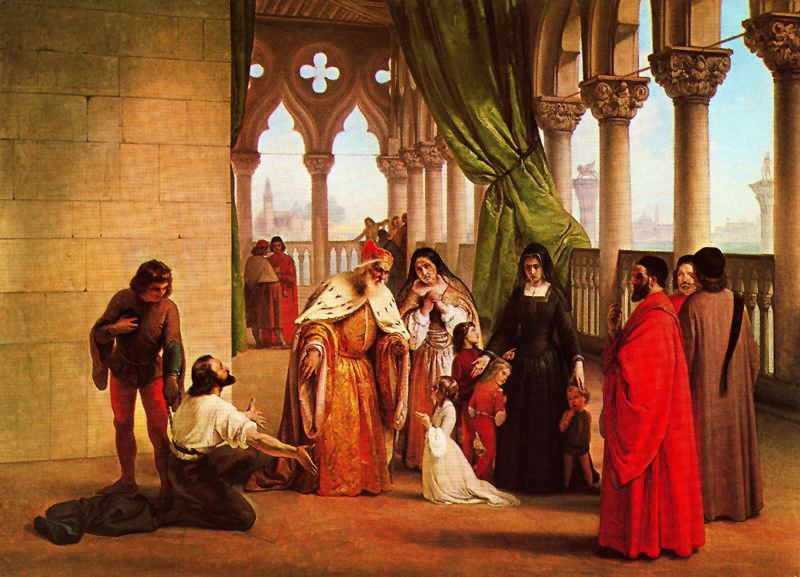
I due Foscari, di Francesco Hayez (1844)
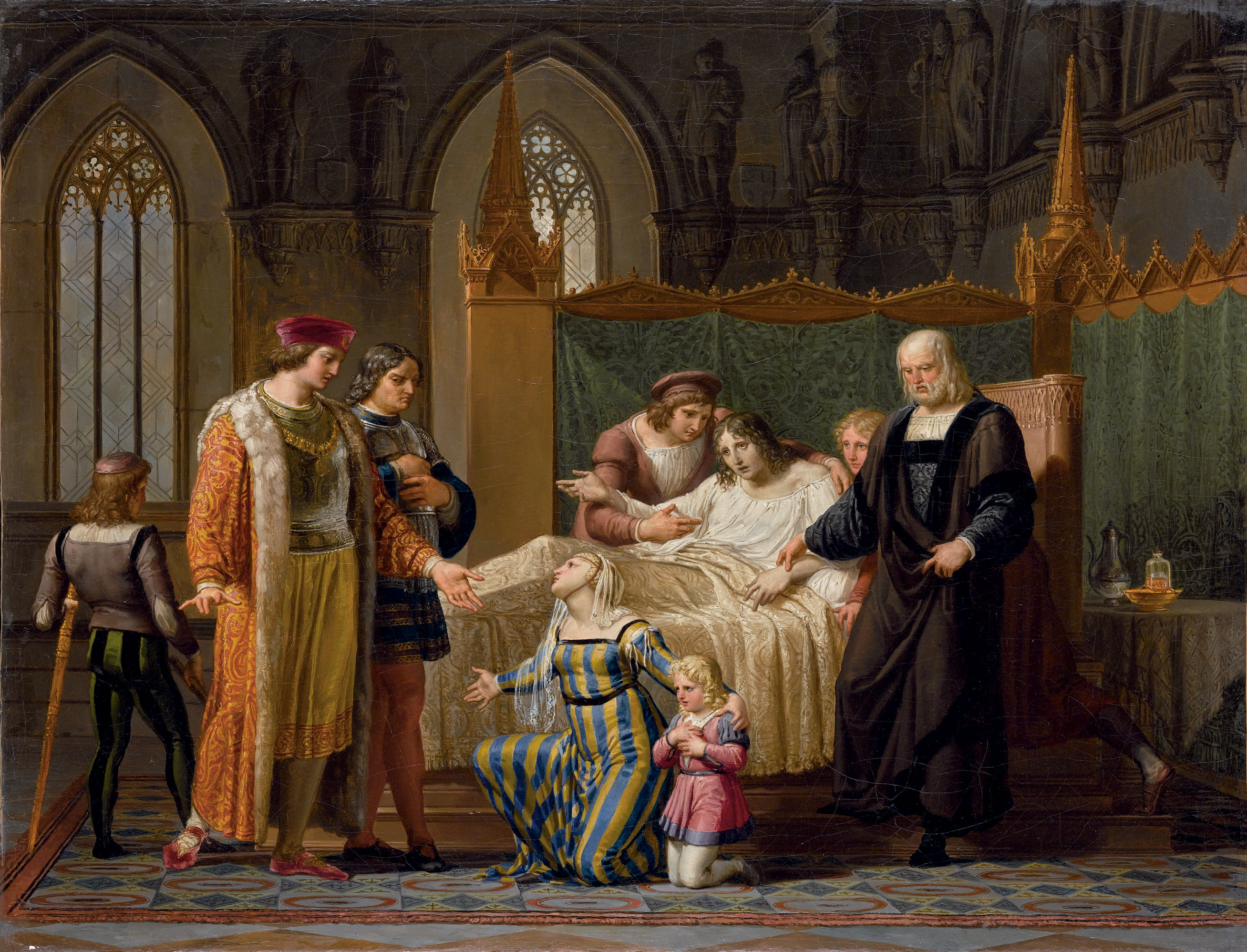
Carlo VIII e Gian Galeazzo Sforza a Pavia, di Pelagio Palagi (1822)
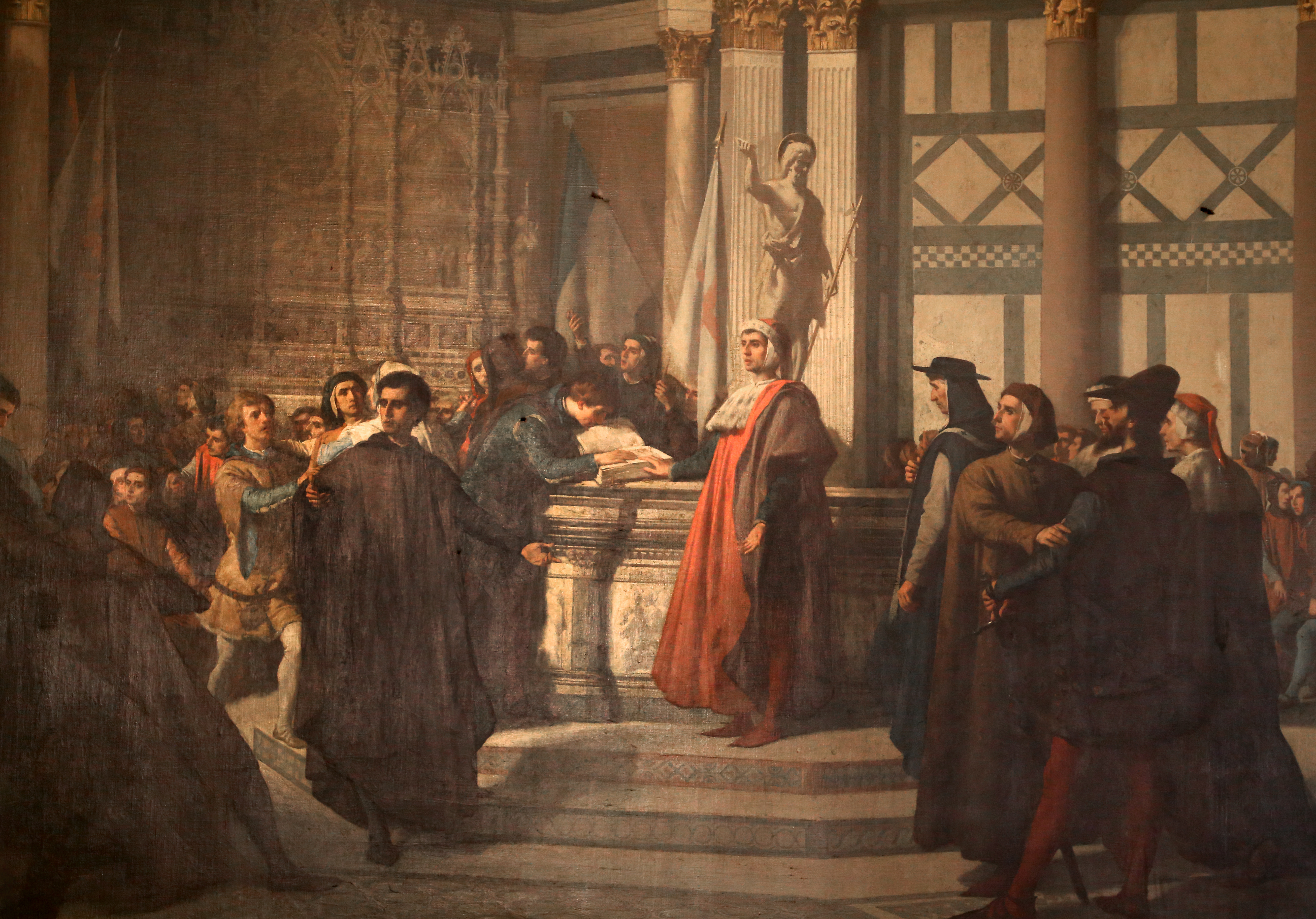
Dino Compagni predica la pace tra guelfi e ghibellini, di Antonio Puccinelli (1879)
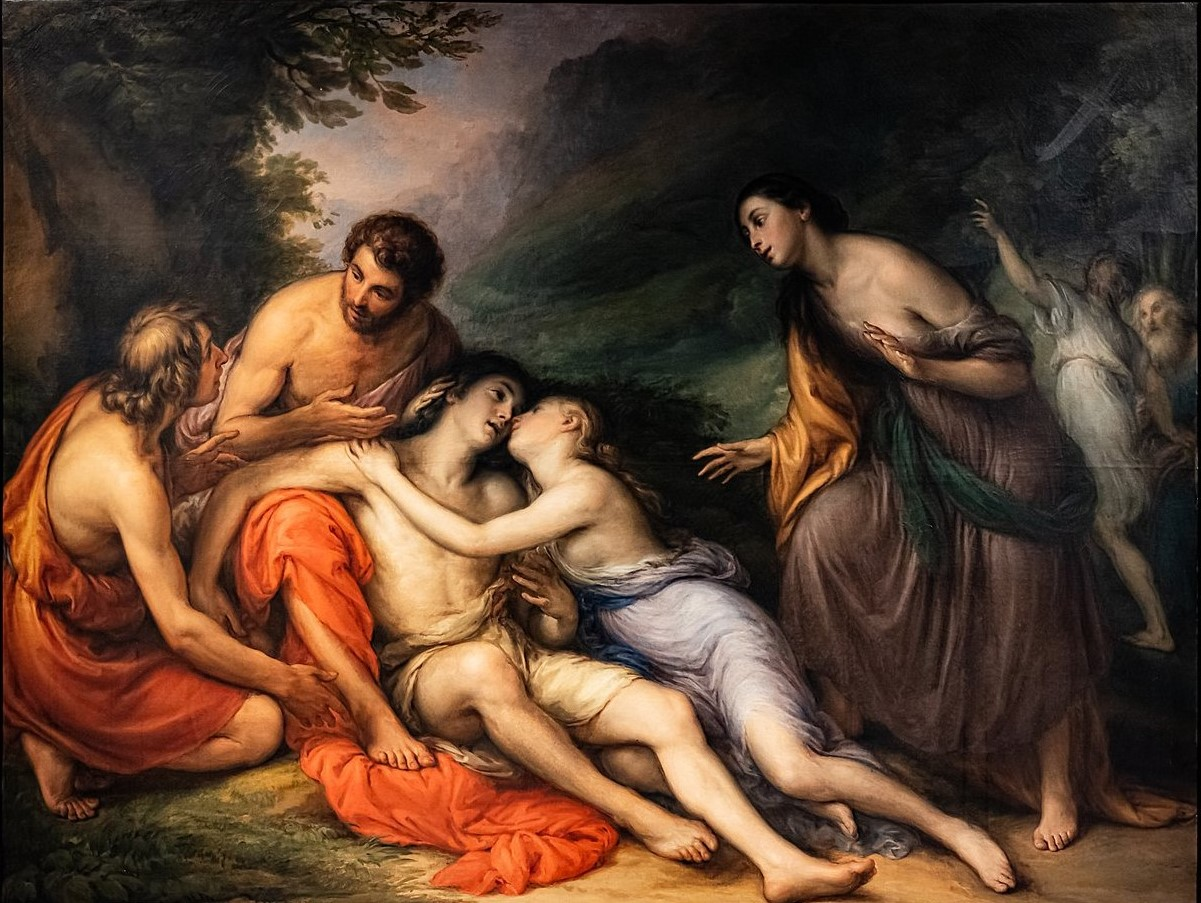
Morte di Aminta, di Giovanni Carnovali detto «il Piccio» (1832)

Da segnalare poi la pittura di paesaggio, che richiamandosi in parte al vedutismo settecentesco, propone una rappresentazione sentimentale e lirica della natura. La si trova nei dipinti di Giuseppe Pietro Bagetti (1764–1831), Antonio Fontanesi (1818–1882), Massimo d'Azeglio (1798–1866), Giuseppe Camino (1818–1890), Giacinto Gigante (1806–1876); intorno a quest'ultimo, che si cimentò in espressioni del sublime romantico, si forma la scuola di Posillipo, che influenzò Gabriele Smargiassi, Giuseppe e Filippo Palizzi, Teodoro Duclère.
Dipinti a carattere realistico-naturalistico furono anche quelli dei palermitani Salvatore Lo Forte e Francesco Lojacono.

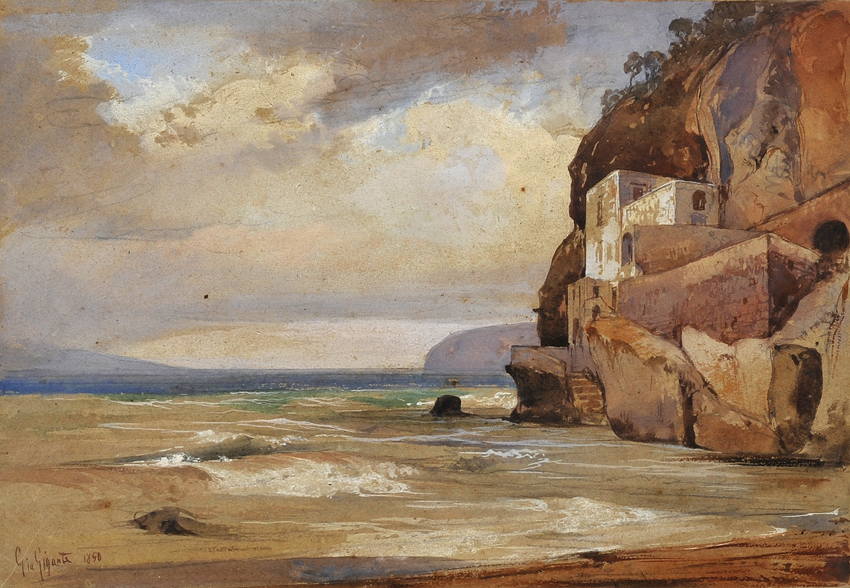
Costiera amalfitana, di Giacinto Gigante (1844)
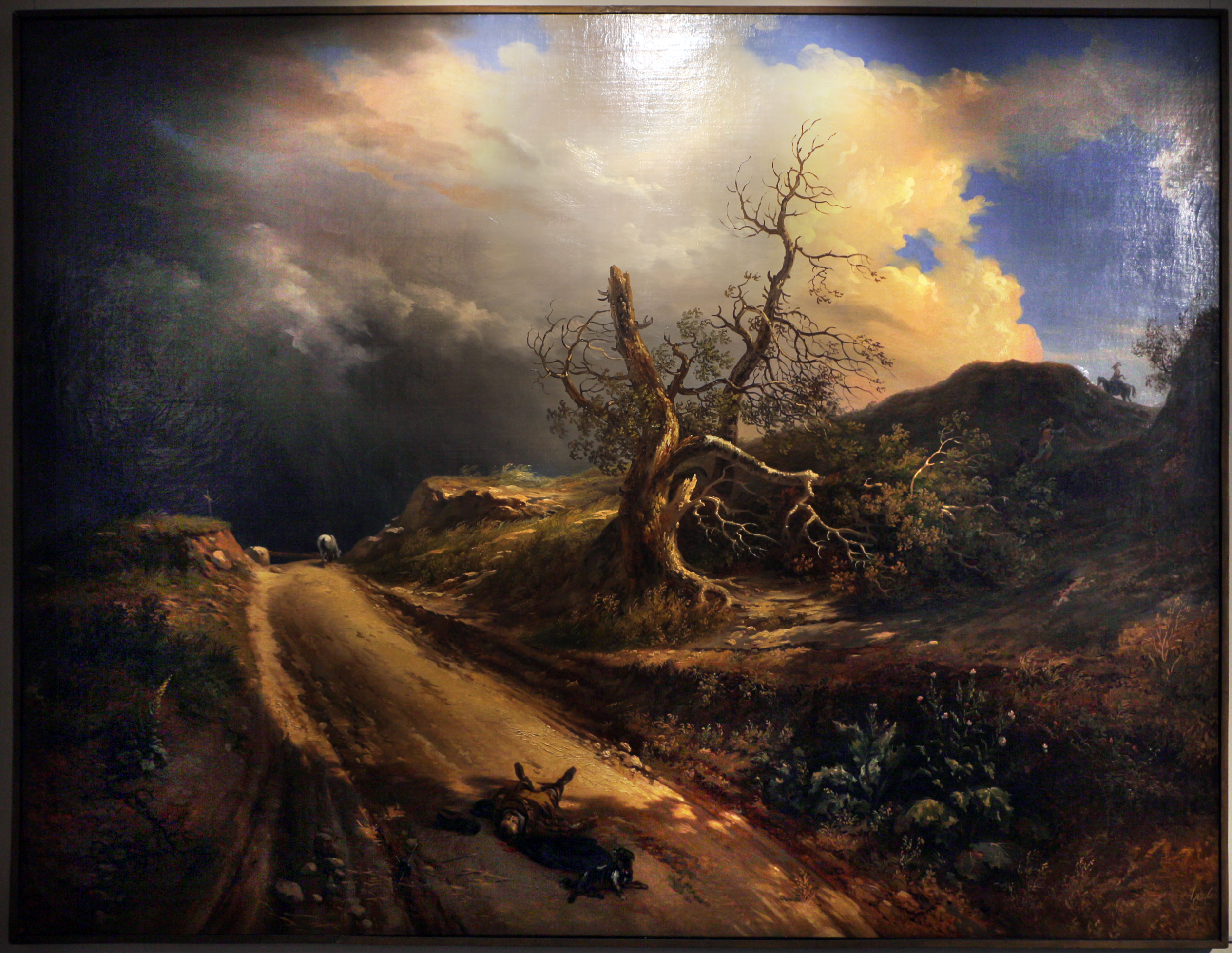
Una vendetta, di Massimo d'Azeglio (1835)
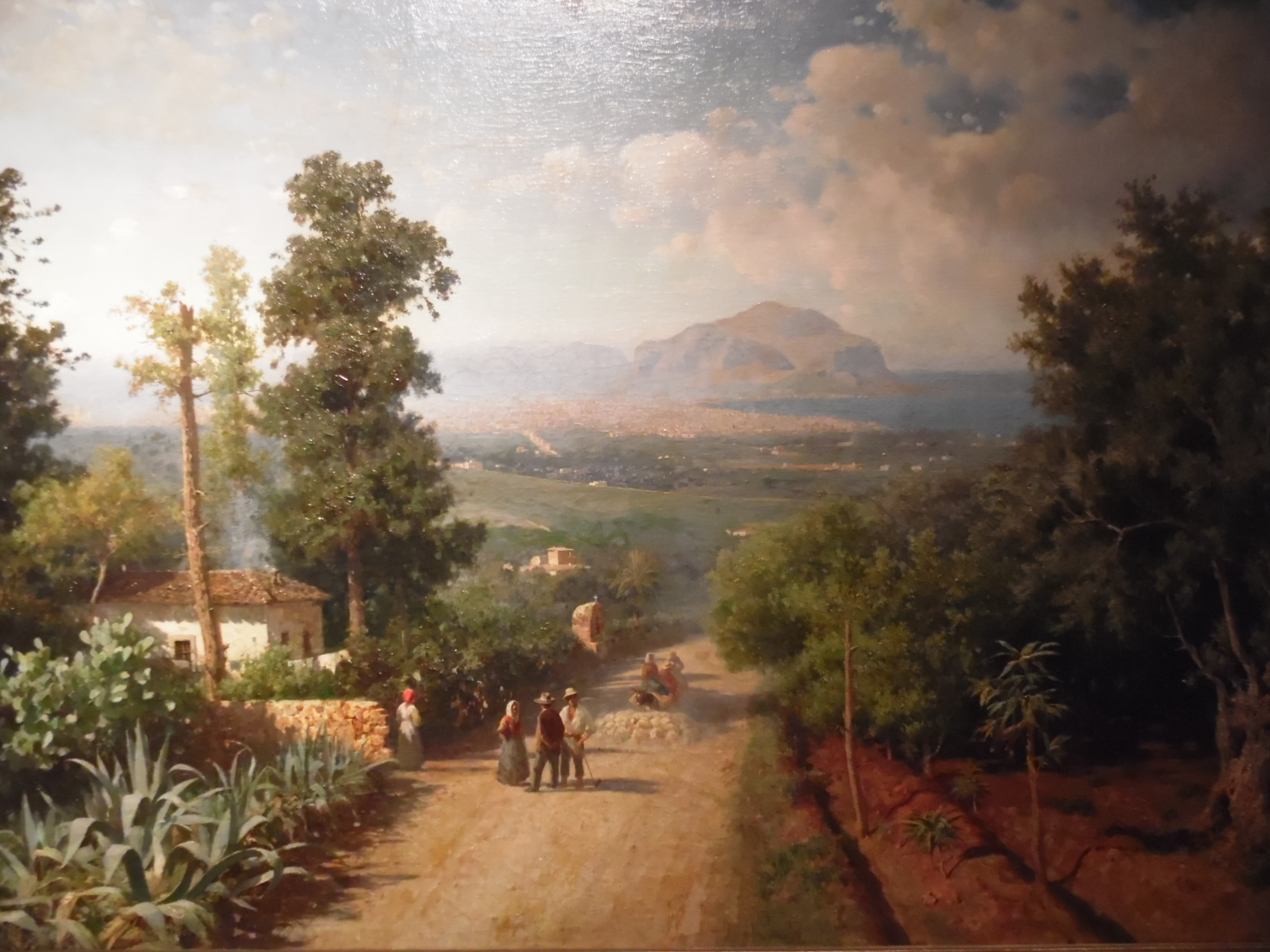
Conca d'oro, di Francesco Lojacono (1875)
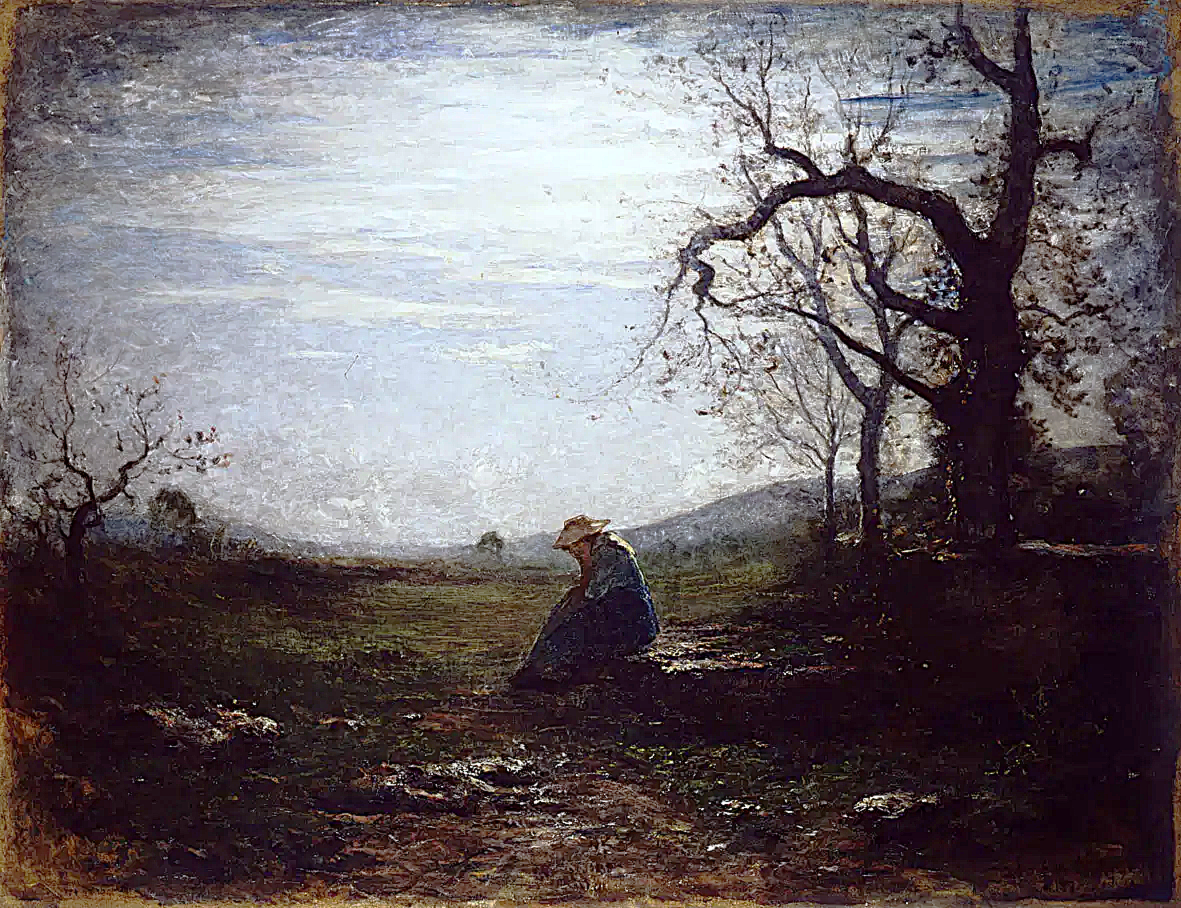
La Solitudine, di Antonio Fontanesi (1876)
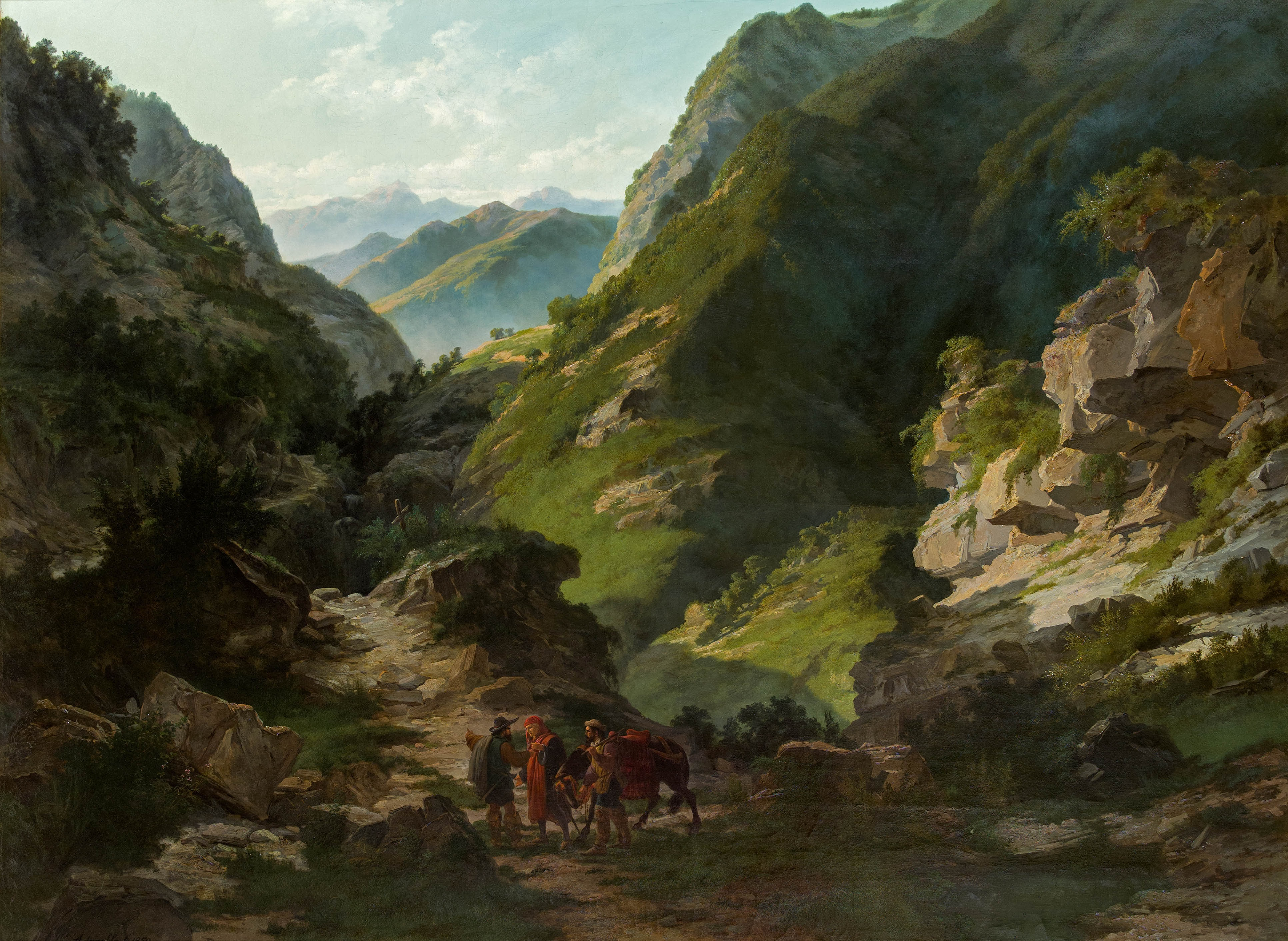
Viaggiatori tra le montagne, di Carlo Ademollo (1850)
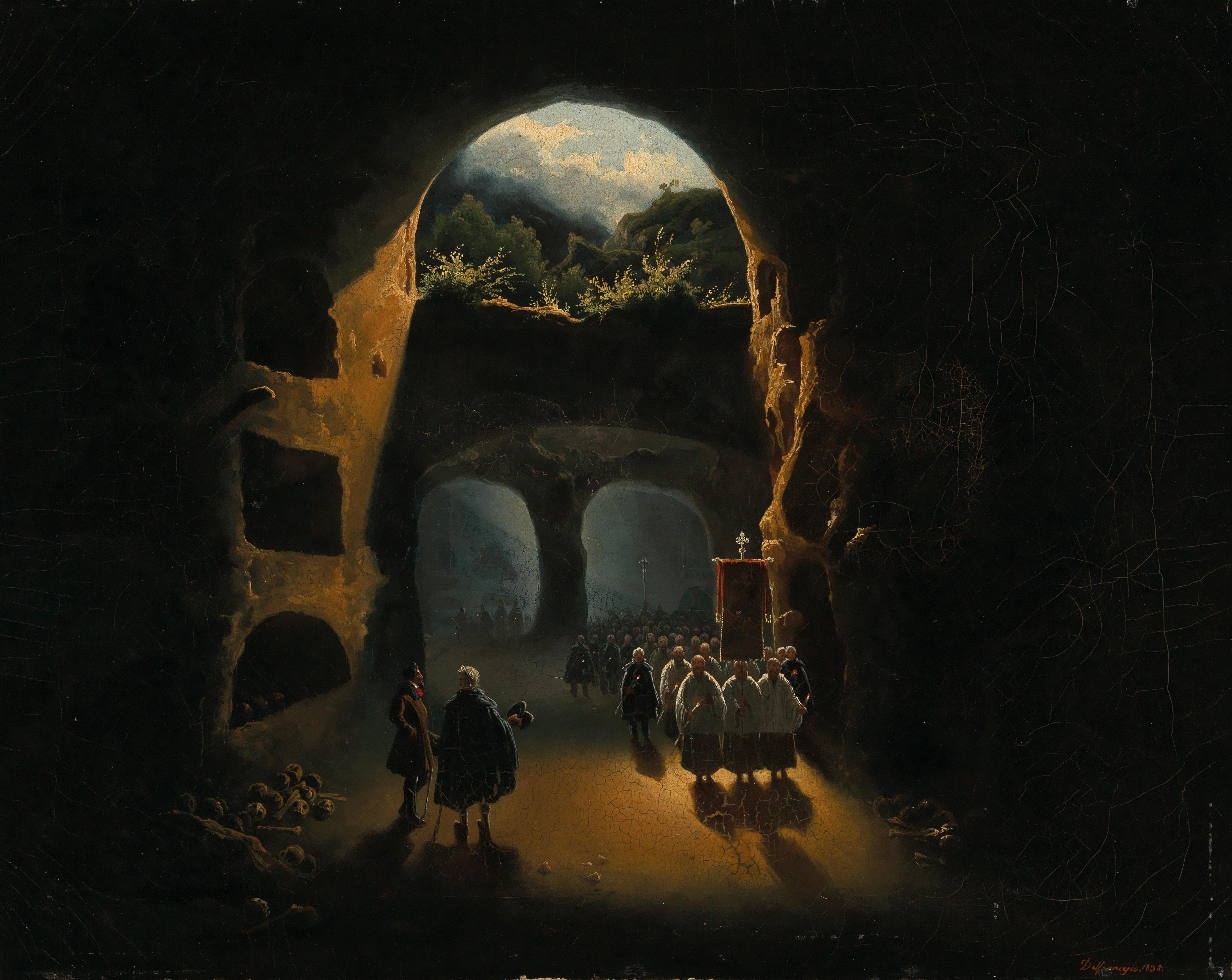
Ferdinando II nelle Catacombe di S.Gennaro, di De Francesco (1835)

Ancora la pittura di genere, avente per oggetto scene ed eventi della vita quotidiana, talora di argomento patriottico, fu affrontata nei dipinti di Domenico (1815–1878) e Gerolamo Induno (1825–1890), Luigi Sabatelli (1772–1850), Giacomo Trecourt (1812–1882), Gioacchino Toma (1836–1891), Federico Faruffini (1833–1869), quest'ultimo appartenente alla Scapigliatura lombarda, che annovera tra gli altri Tranquillo Cremona e Daniele Ranzoni, seguaci di Carnovali. Spesso si tratta anche di autori di ritratti.

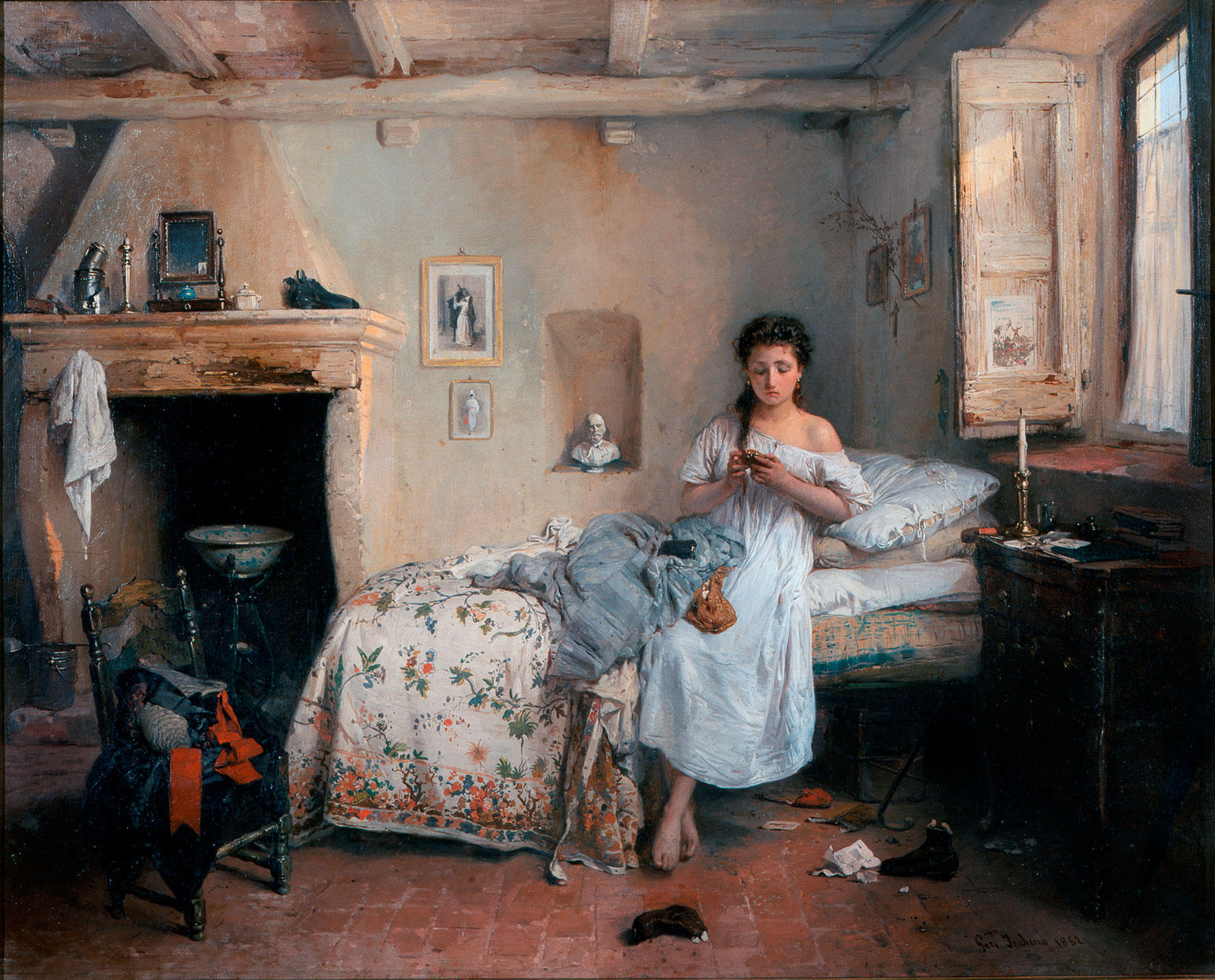
Triste presentimento, di Gerolamo Induno (1862)
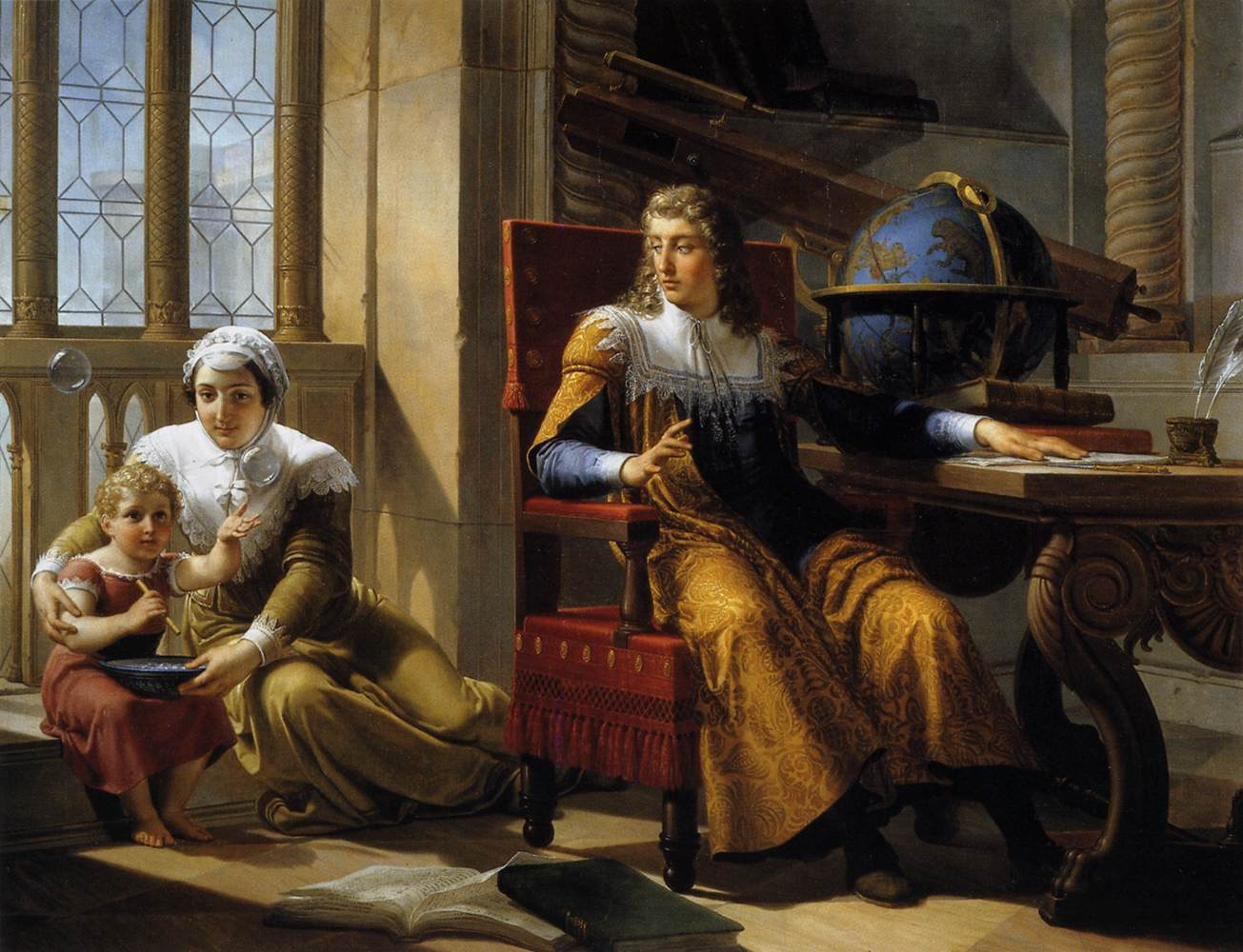
Scoperta della rifrazione della luce da parte di Newton, di Pelagio Palagi (1827)
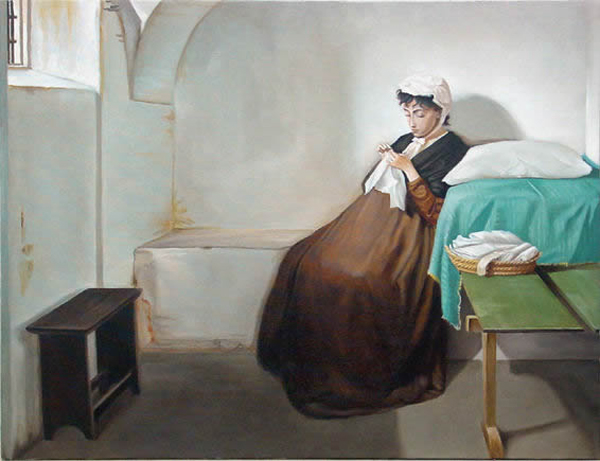
Luisa Sanfelice in carcere, di Gioacchino Toma (1877)
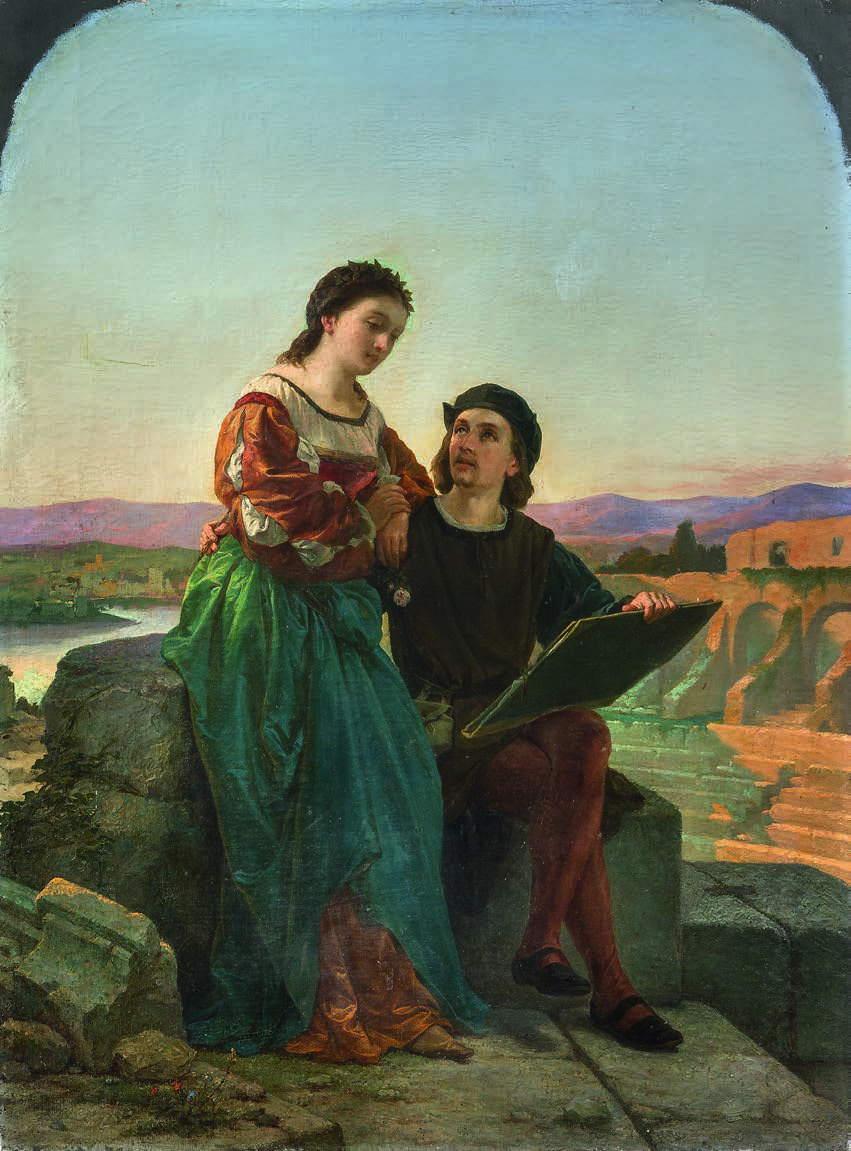
Raffaello e la Fornarina, di Federico Faruffini (1857)

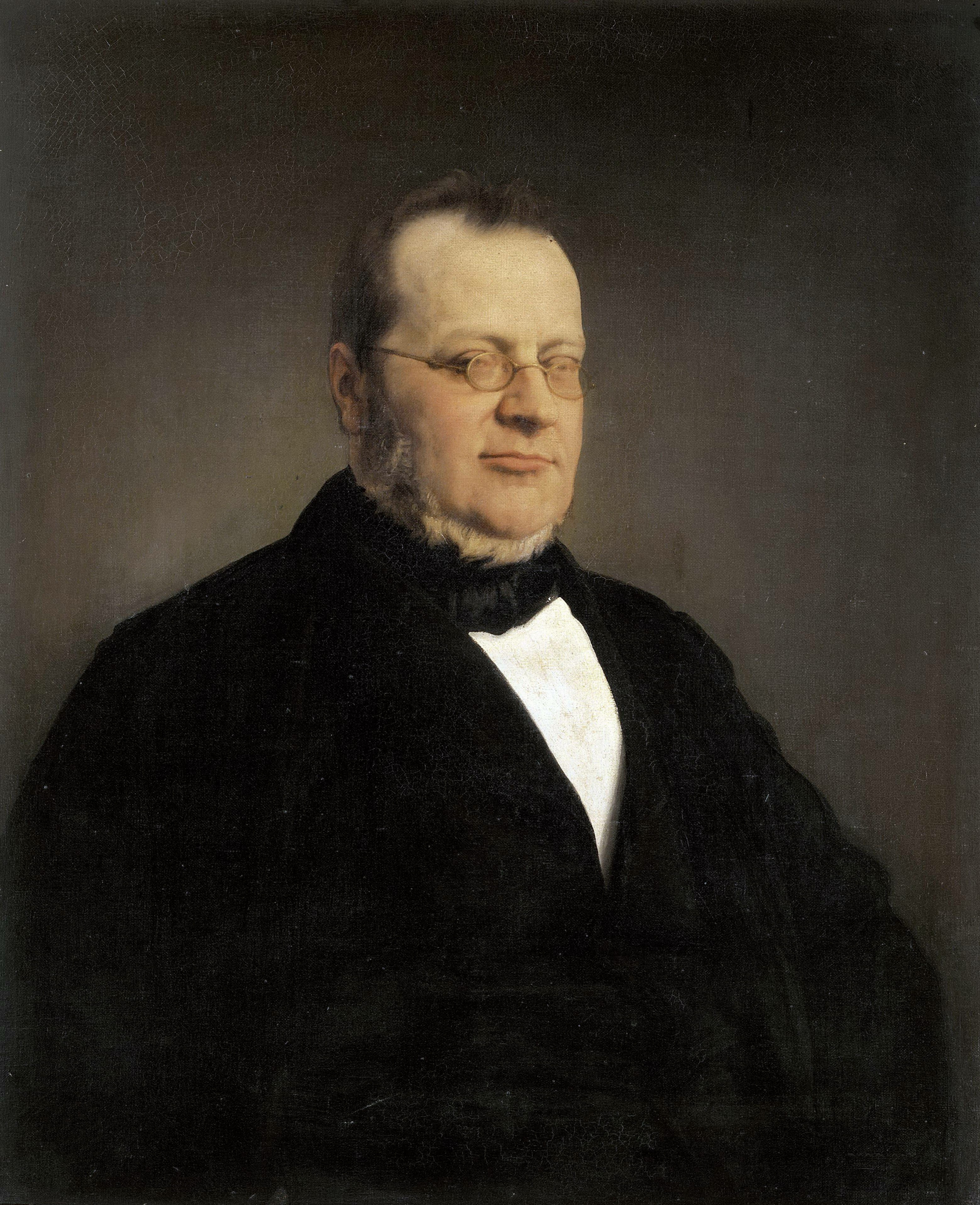
Cavour, di Francesco Hayez (1864)
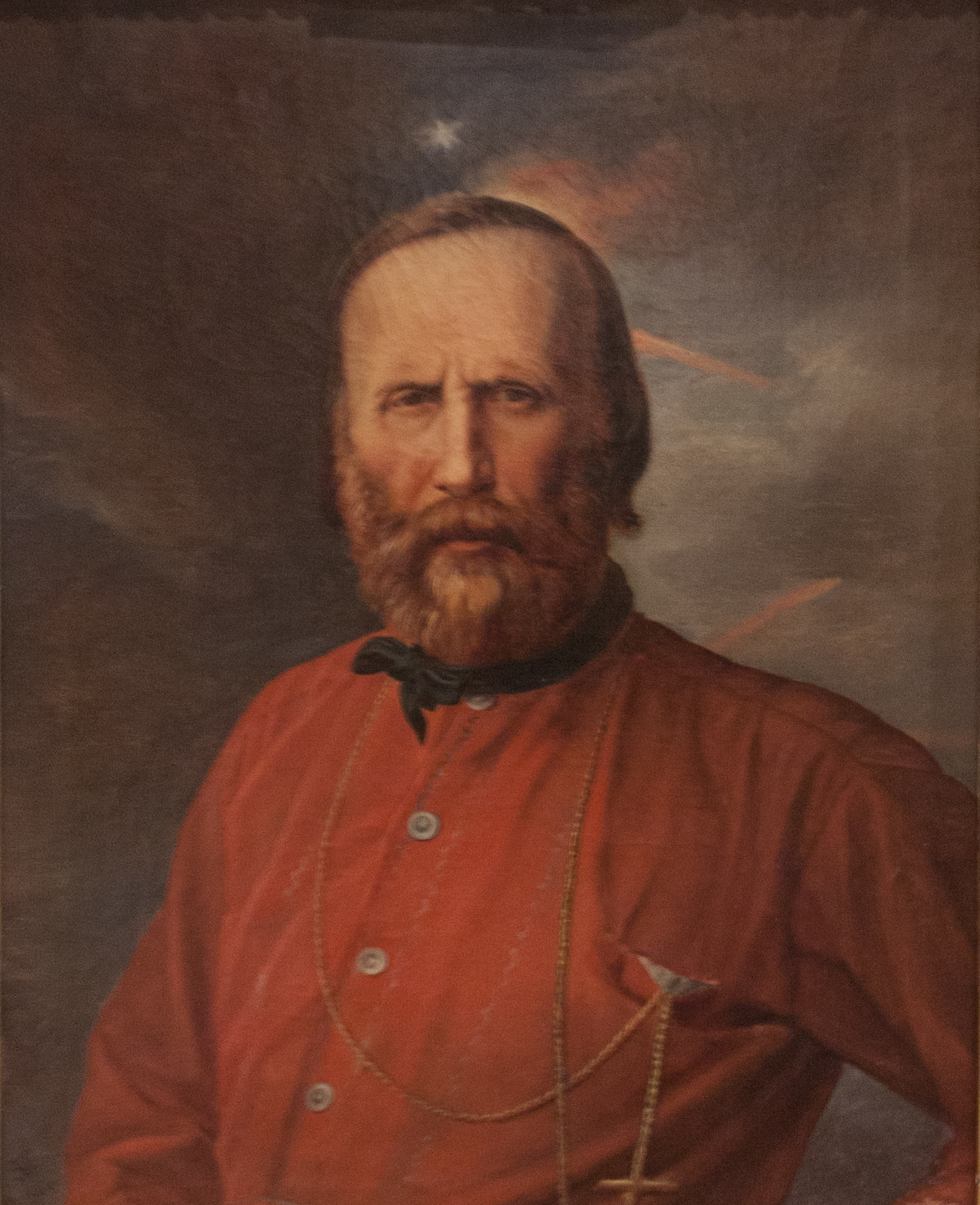
Giuseppe Garibaldi, di Salvatore Lo Forte (1860)
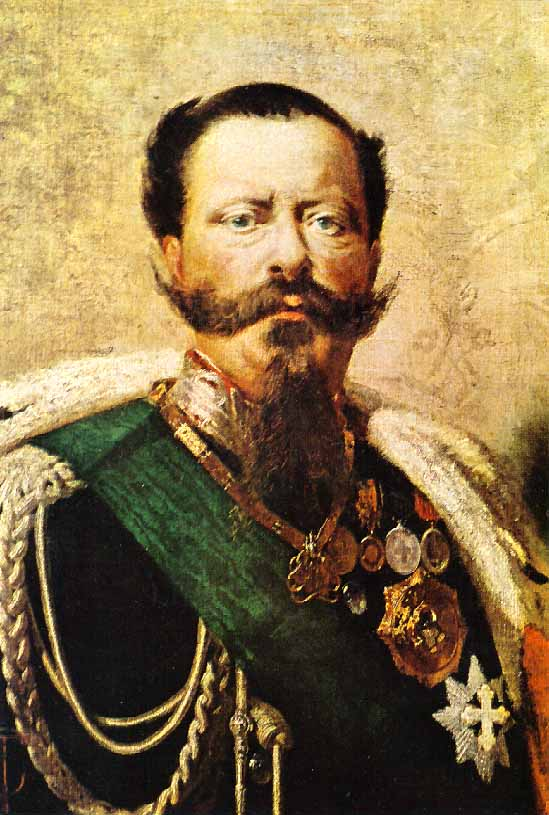
Vittorio Emanuele II, di Tranquillo Cremona (1860)
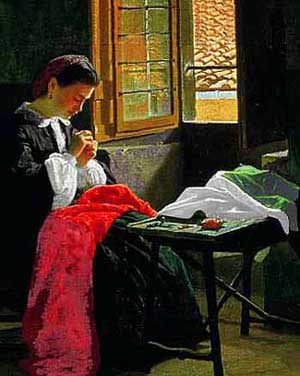
26 aprile 1859, di Odoardo Borrani (1861)
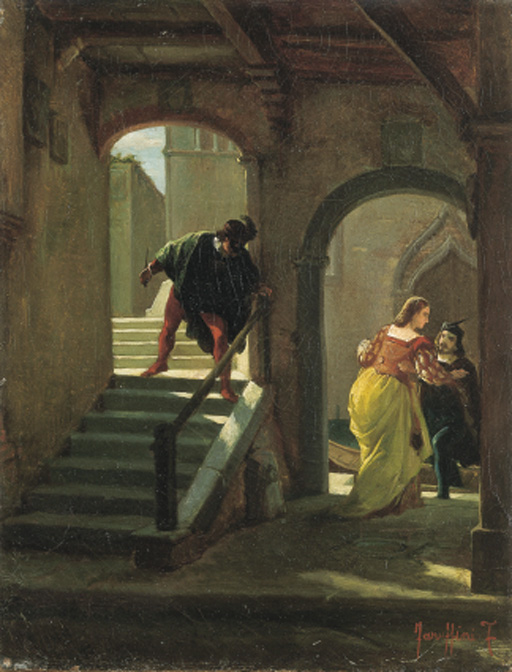
Rivali in amore, di Federico Faruffini (1853)
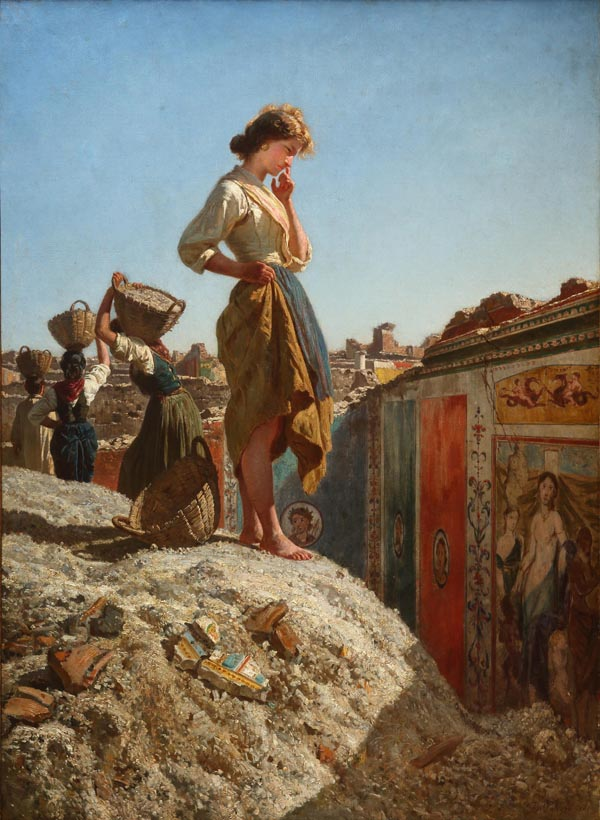
Fanciulla negli scavi di Pompei, di Filippo Palizzi (1865)

## Musica romantica
In Italia, come in Francia, l'età romantica fu un periodo di rinnovamento anche per l'opera, i cui argomenti non furono più tratti dalla mitologia e dai classici, bensì furono per lo più ispirati a soggetti storici.
Il periodo d'oro del belcanto riguardò soprattutto il primo Romanticismo, associato ai nomi di Gioachino Rossini (1792–1868), Gaetano Donizetti (1797–1848) e Vincenzo Bellini (1801–1835). 
Mentre le opere comiche di Rossini sono oggi note principalmente per le loro travolgenti ouverture, Donizetti e Bellini predominano per il contenuto tragico. Il più importante compositore strumentale italiano di questo periodo fu il leggendario «violinista del diavolo» Niccolò Paganini (1782–1840).

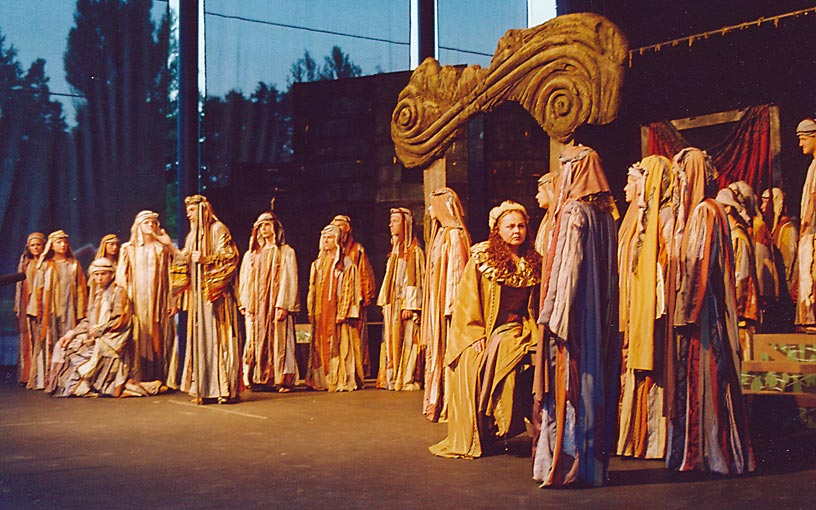
Scena del Nabucco col celebre coro del Va pensiero.

In seguito, l'autore simbolo del melodramma italiano dell'Ottocento, Giuseppe Verdi (1813–1901), proseguì sulla strada tracciata dai suoi predecessori, ma le sue opere mostrano un sensibile incremento della componente realistica, tanto che l'aggettivo "romantico" può essere applicato in modo parziale.
Il Nabucco di Verdi fu comunque un'opera cardine del romanticismo musicale italiano, e in particolare del periodo risorgimentale. Il suo successo al Teatro alla Scala nel 1842 segnò una svolta nella carriera del compositore e contribuì a ridefinire il gusto musicale dell'epoca, con elementi che riflettevano le aspirazioni nazionalistiche italiane, ed esploravano tematiche tipiche del Romanticismo, come il sentimento, la libertà, il patriottismo.
Aspetti romantici si registrano ancora nei compositori della Giovane scuola: Pietro Mascagni, Ruggero Leoncavallo, Francesco Cilea, Umberto Giordano e soprattutto Giacomo Puccini (1858–1924), che, in particolare con Manon Lescaut (1893), diede vita ad una delle poche opere italiane pienamente ascrivibili al filone tardoromantico.

## Lo spiritualismo filosofico
In filosofia il Romanticismo italiano vide lo sviluppo di varie correnti pervase da un forte spiritualismo, contigue a quello che in Francia aveva trovato il suo primo teorizzatore in Victor Cousin. Anche in Italia venne rivolta un'attenzione particolare alla dimensione religiosa, morale e trascendente, sempre legata a tematiche patriottiche e di valorizzazione dell'identità nazionale, in opposizione al materialismo illuminista. Si tornò a guardare alla componente spirituale dell'uomo come fonte di verità e di una conoscenza più autentica rispetto alla mera razionalità.
Già De Maistre (1753–1821), pensatore sabaudo di lingua francese ma che ha esercitato un'influenza significativa sul pensiero conservatore italiano, si era schierato in difesa dell'autorità, della tradizione e della religione cattolica come fondamenti della società, contrapponendosi alle idee rivoluzionarie francesi. Assertore di un radicale pessimismo circa la natura umana, mitigato da una visione provvidenziale della storia, eglì ribadì l'origine divina del potere sia papale che temporale, contestando la teoria illuminista del «contratto sociale», ed elaborando una teologia politica basata sul binomio «trono e altare», ossia sul connubio tra istituzioni regali ed ecclesiastiche.

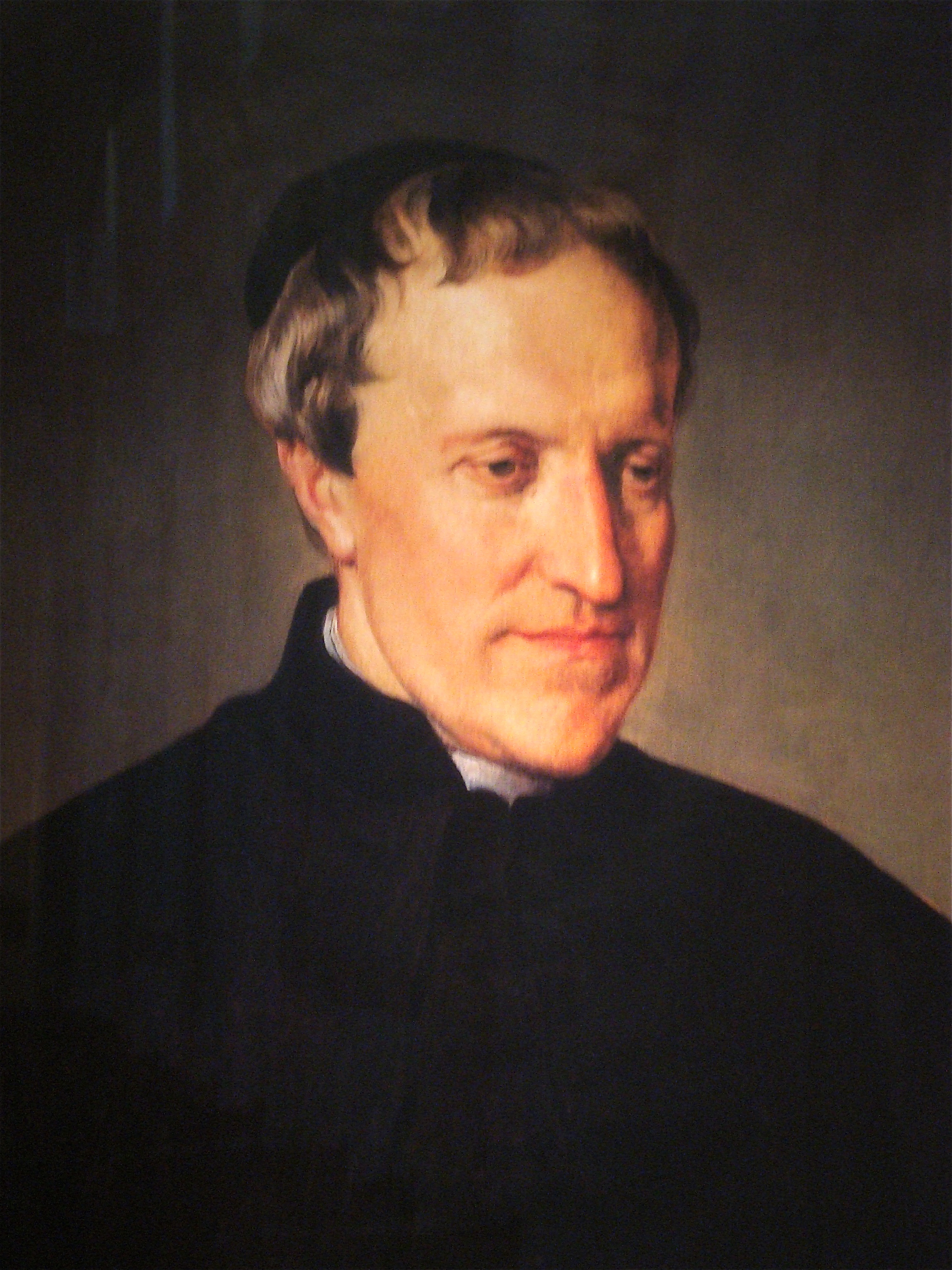
Antonio Rosmini

Fu quindi la penetrazione della cultura e del romanticismo tedeschi ad apportare nuovi impulsi in senso spiritualistico e idealistico, declinati però in senso maggiormente liberale. La filosofia kantiana fu assimilata inizialmente da Pasquale Galluppi (1770–1846), ispirato perlopiù dal suo rigore morale, e da Ottavio Colecchi (1773–1847), che trasmise un vivo interesse per il criticismo alla sua cerchia di liberali, ma si deve ad Antonio Rosmini (1797–1855), figura centrale dello spiritualismo romantico italiano, una sua profonda rielaborazione.
Opponendosi al sensismo illuministico di Gioia e Romagnosi, Rosmini cercò di superare l'instabilità del soggettivismo fenomenico di Kant, conciliandolo con la tradizione agostiniana, ponendo le basi del pensiero neoidealistico italiano. Egli individuò nell'idea originaria e indeterminata dell'essere presente nell'interiorità umana, inteso come fondamento trascendentale a priori della conoscenza e della morale, un principio oggettivo di verità, affine alla luce metafisica con cui i neoplatonici spiegavano la causa ontologica del mondo e al contempo l'intellegibilità di questo. Rosmini armonizzava così fede e ragione in un sistema teosofico, accostandosi a certe posizioni gianseniste condivise col Manzoni.

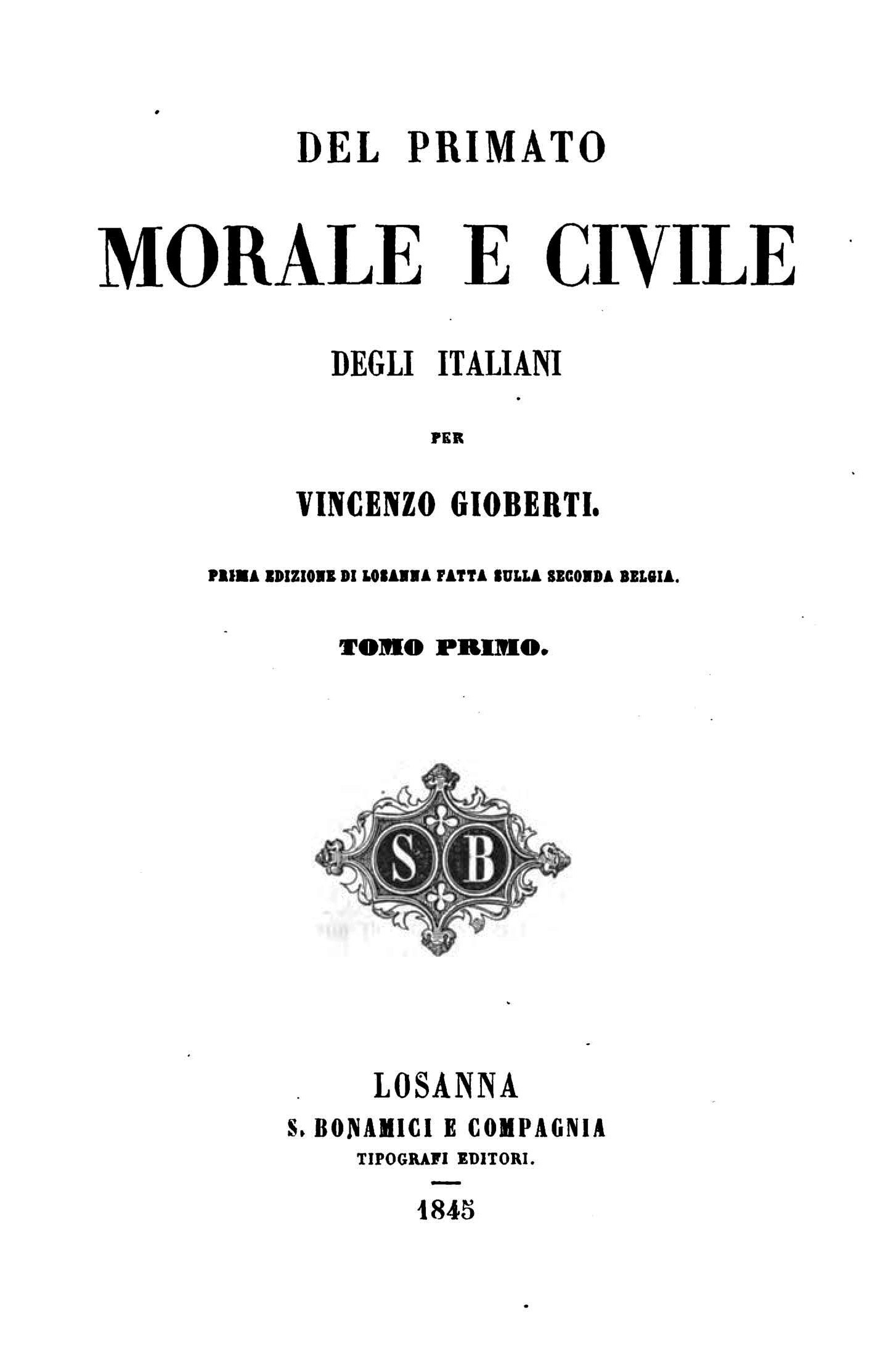
Frontespizio del Primato morale e civile degli Italiani (1846)

Per vie diverse anche lo spiritualismo di Vincenzo Gioberti (1801–1852) intendeva contestare il soggettivismo della filosofia moderna germogliato da Cartesio, riaffermando la preminenza dell'ontologia, ma intesa in maniera quasi panteistica. Filosofo e sacerdote come Rosmini, accusò tuttavia quest'ultimo di psicologismo, per aver inteso l'Essere ideale come mera funzione interna al soggetto.
Per il resto egli enfatizzava il ruolo della religione e della Chiesa nella vita civile, sostenendo un'idea di progresso guidato dalla ragione e dalla fede, che ne fecero il maggior esponente del neoguelfismo. Rivendicando il «primato» della tradizione filosofica italiana, che non aveva bisogno di ricevere impulsi dall'estero, Gioberti ne tracciò un percorso che risalendo alla scuola pitagorica, passava attraverso la patristica e la scolastica medioevale, giungendo infine a Giambattista Vico.

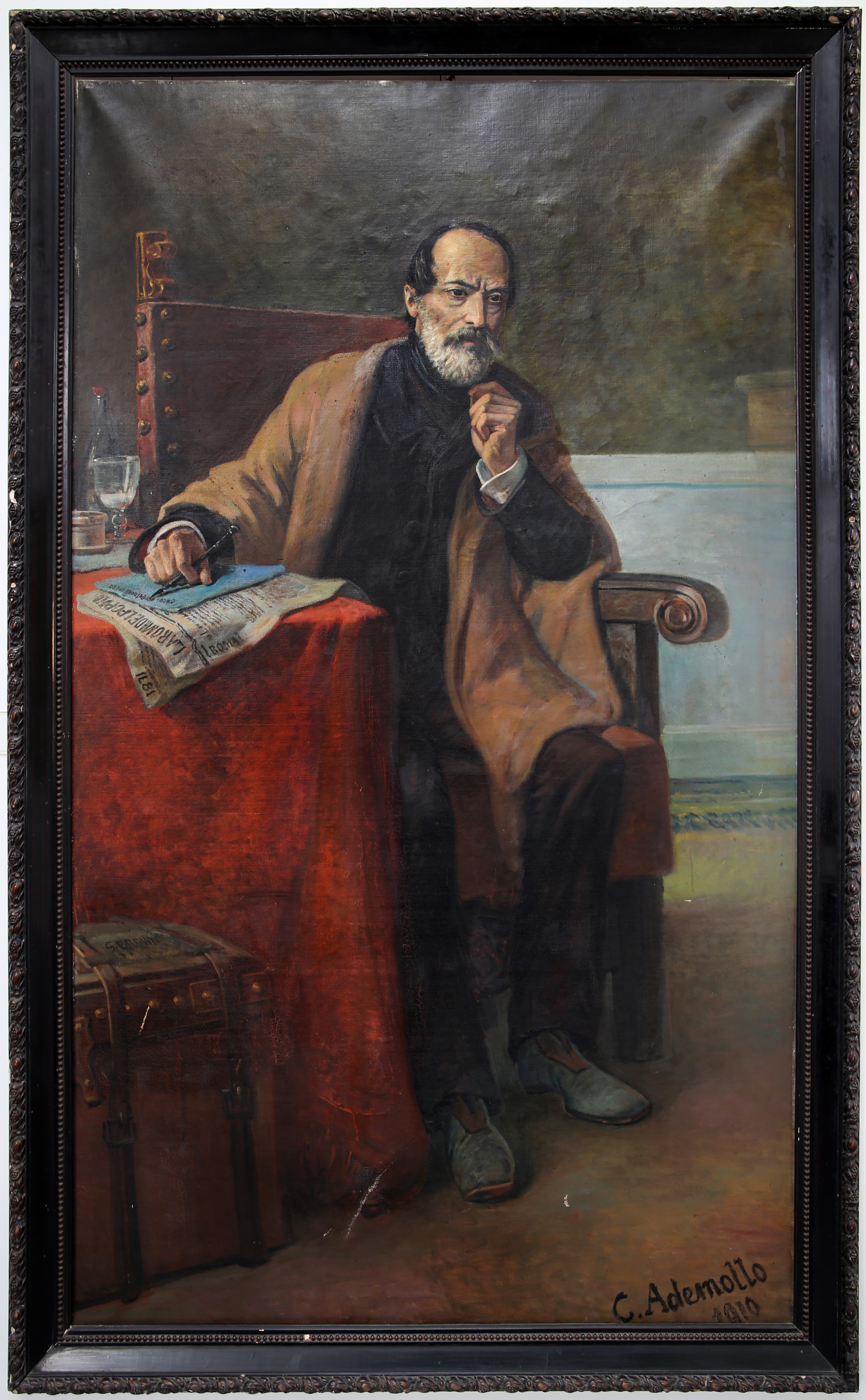
Giuseppe Mazzini, nell'atto di scrivere il suo ultimo articolo (Carlo Ademollo, 1890)

Altra figura di spicco dello spiritualismo italiano fu Giuseppe Mazzini (1805–1872), la cui dottrina seppure permeata di religiosità e tensione ideale, si differenzia da quella cattolica dei precedenti per la sua impronta laica e anticlericale.
Fervente patriota nonché tra i principali ispiratori dei moti risorgimentali, Mazzini vedeva la spiritualità strettamente legata alla dimensione politica, come una sorta di religione civile della patria. Dio era da lui concepito quale forza immanente alla storia, come Legge superiore che guida l'azione umana, e si traduce nel dovere morale dei popoli di operare collettivamente per la libertà, il progresso e l'affrancamento dalla tirannide, al fine di compiere la missione spirituale che è stata loro affidata. Compito della nazione italiana, in particolare, che egli perseguì avvalendosi della carboneria, della nascente massoneria italiana e della fondazione della Giovine Italia, era di giungere attraverso una rivoluzione popolare all'instaurazione di una repubblica democratica, ergendosi a baluardo contro i poteri reazionari imperiali ed ecclesiastici.
Lo spiritualismo romantico ebbe riflessi anche nella pedagogia, dove si focalizzò sulla formazione interiore e spirituale dell'individuo, valorizzandone l'esperienza, la libertà, e la creatività, rispetto al positivismo incentrato sugli aspetti esteriori dell'analisi scientifica. Oltre a Rosmini e Mazzini, in ambito cattolico furono Gino Capponi, Raffaello Lambruschini (1788–1873), Ferrante Aporti (1791-1858), Luca de Samuele Cagnazzi (1764–1852), autore del Saggio sopra i principali metodi d'istruire i fanciulli, a cercare di integrare l'educazione ai valori civili con quelli della tradizione cristiana.
Una successiva rielaborazione in Italia dell'idealismo tedesco di Fichte, Schelling, e soprattutto Hegel, fu operata da una nuova generazione di spiritualisti, tra cui Domenico Mazzoni (1783–1853), Giambattista Passerini (1793–1864), Augusto Vera (1813–1885), e gli «hegeliani di Napoli» come Stefano Cusani (1815–1846), Stanislao Gatti (1820–1870), Angelo Camillo De Meis (1817–1891), Francesco De Sanctis (1817–1883), Bertrando Spaventa (1817–1883).
De Sanctis si collegò ai fermenti più significativi della cultura romantica europea, che egli vedeva espressi dall'estetica hegeliana secondo cui l'arte era «l'apparenza sensibile dell'Idea», e dalla quale intendeva trarre ispirazione per l'edificazione di una moralità nazionale più eroica e "alfieriana", mentre Spaventa si fece promotore di una rinnovata «filosofia italiana» proponendosi di dimostrare come la filosofia moderna, laica e idealistica, fosse nata in Italia col pensiero rinascimentale di Bruno, Campanella e Vico, andando poi a fecondare il pensiero d'oltralpe. Da costoro e dallo spiritualismo risorgimentale prenderà  le mosse, nel secolo seguente, la stagione dell'idealismo italiano di Croce e Gentile.

## Contributi alle scienze

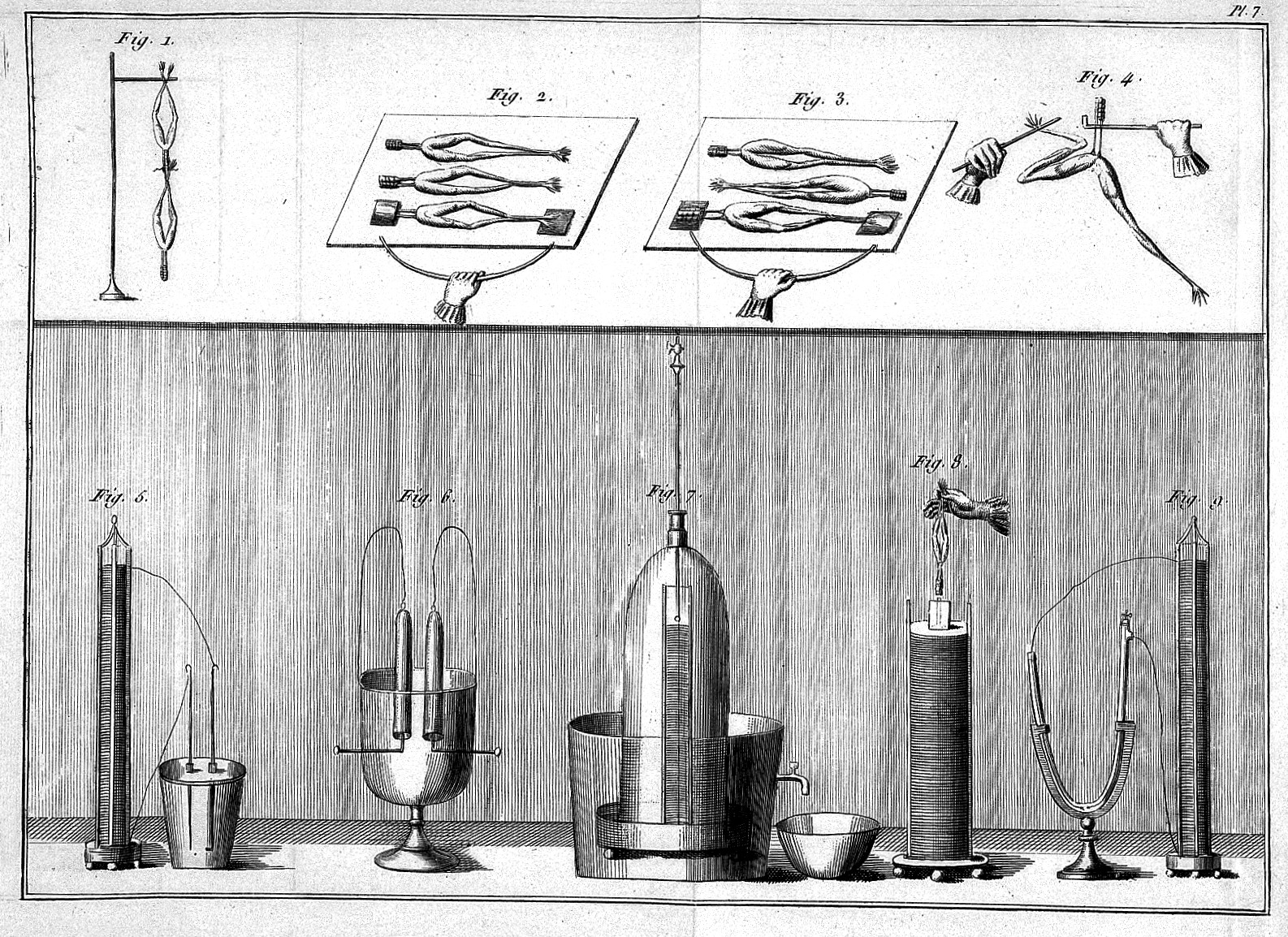
Strumenti per le sperimentazioni sull'elettricità animale compiuti da Giovanni Aldini, nipote di Galvani (1804)

In ambito scientifico, gli studi pionieristici di Luigi Galvani sull'elettrofisiologia animale, compiuti sul finire del Settecento, avevano aperto la strada a nuove concezioni tipiche del Romanticismo, che accesero un dibattito europeo sui fenomeni vitali del galvanismo, e contribuirono in particolare allo sviluppo in Germania della Naturphilosophie.
Suo nipote Giovanni Aldini (1762–1834) si fece sostenitore delle teorie di Galvani contro le interpretazioni meccanicistiche di Volta sui fluidi nervosi, avanzando spiegazioni di natura elettrochimica. Egli favorì la loro diffusione, e ne ricercò delle applicazioni mediche con l'obiettivo di riabilitare pazienti affetti da disturbi mentali, anticipando così alcune tecniche di elettroterapia. 
Alcuni suoi tentativi di rianimare i cadaveri tramite esperimenti di galvanismo avrebbero in parte ispirato la scrittrice Mary Shelley nella stesura del romanzo Frankenstein (1817).
In ambito medico si segnala anche l'attività scientifico-letteraria di Giovanni Rasori (1766–1837), che pur provenendo da un sostrato teorico illuministico, si allontanò dai tradizionali fondamenti ippocratici.
Accogliendo la distinzione introdotta da Haller tra sensibilità e irritabilità circa la risposta nervosa agli stimoli, egli operò una radicale revisione della dottrina di John Brown sull'insorgenza delle diatesi, cioè delle risposte insufficienti agli stimoli esterni da parte dell'organismo, attribuendo viceversa l'insorgenza delle malattie a un eccesso di reattività da parte della materia vivente, da riequilibrare o neutralizzare pertanto in senso opposto tramite dei «controstimoli».

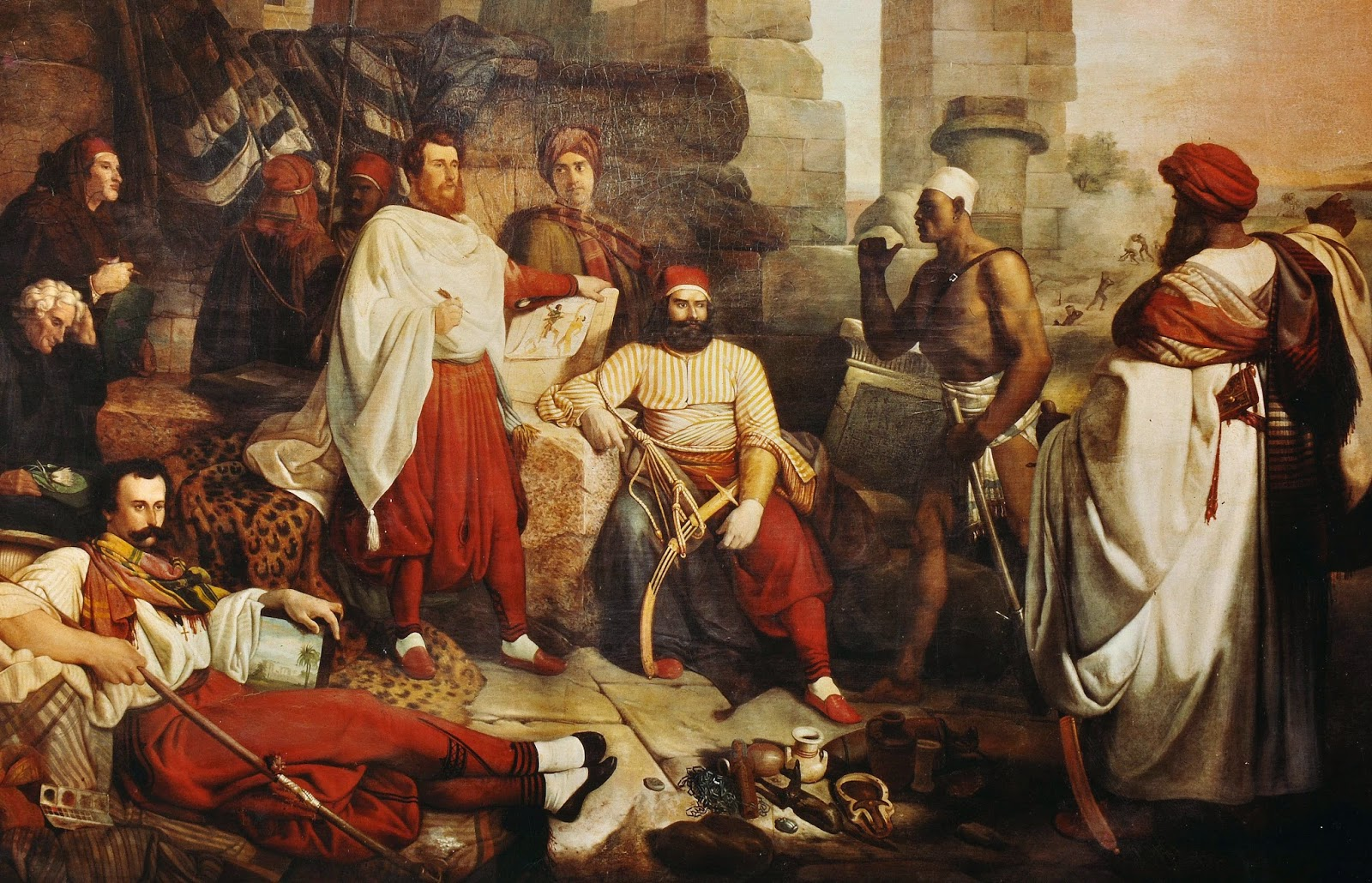
Una spedizione scientifica in Egitto di una delegazione franco-toscana (dipinto di Giuseppe Angelelli, 1836).

Questa sua teoria, al tempo molto discussa e conosciuta come rasorismo, volta a diminuire l'eccitabilità, ossia l'infiammazione, fu proseguita da alcuni seguaci come Siro Borda, Valeriano Luigi Brera, Giacomo Tommasini, e contribuì a formare il contesto della cosiddetta «medicina romantica», caratterizzata da pensiero libero e innovativo, con apporti filosofici e vitalistici, inserendosi inoltre nel proposito risorgimentale di costruire una cultura nazionale anche in campo scientifico.
Altre personalità che intrecciarono l'attività di scienziato con tematiche patriottiche e romantiche furono Carlo Matteucci, Luca de Samuele Cagnazzi, e vari esponenti della Società italiana delle scienze fondata sul finire del Settecento. Risalgono agli anni fra 1839 e 1847 anche le prime riunioni degli scienziati italiani.